# 訃報 2025年4月
訃報 2025年4月（ふほう 2025ねん4がつ）においては、2025年4月の物故者（メディアによる報道ならびに関係する機関もしくは団体・法人などから伝達・告知が実施された人物を含む）についてまとめるものとする。

## 1日 - 15日

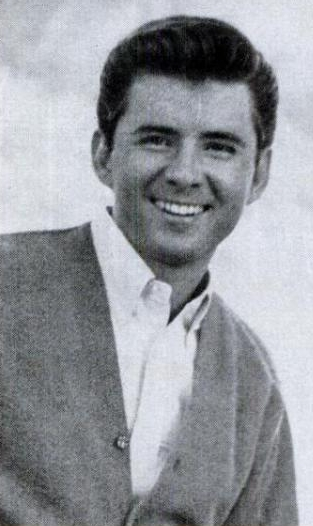
ジョニー・ティロットソン／4月1日没

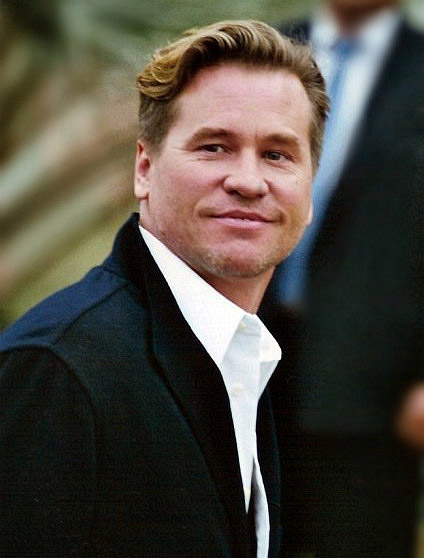
ヴァル・キルマー／4月1日没

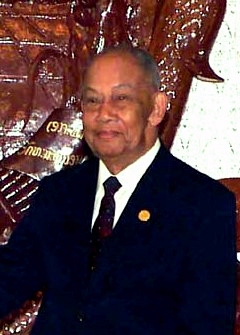
カムタイ・シーパンドーン／4月2日没

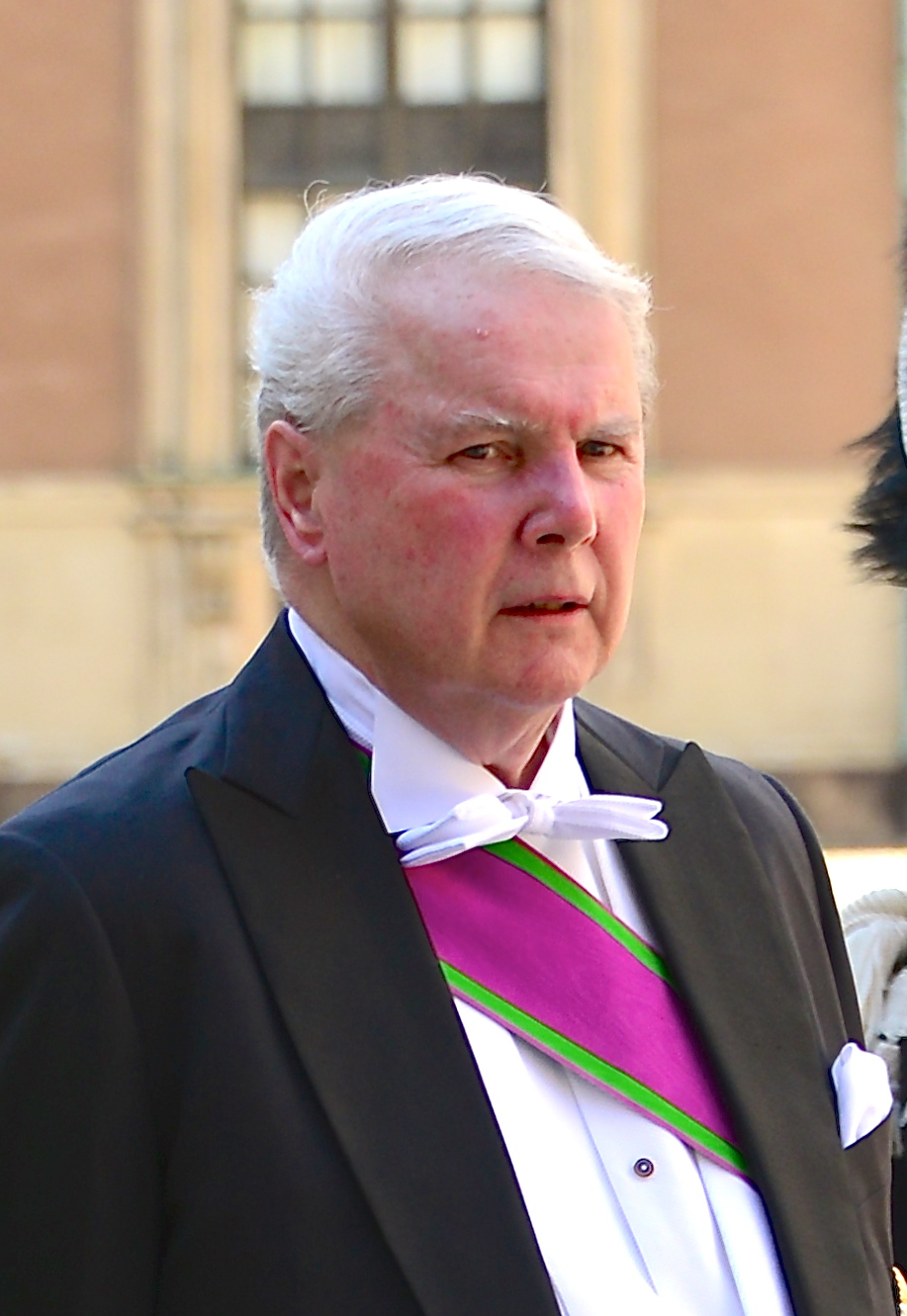
アンドレアス・フォン・ザクセン＝コーブルク・ウント・ゴータ／4月3日没

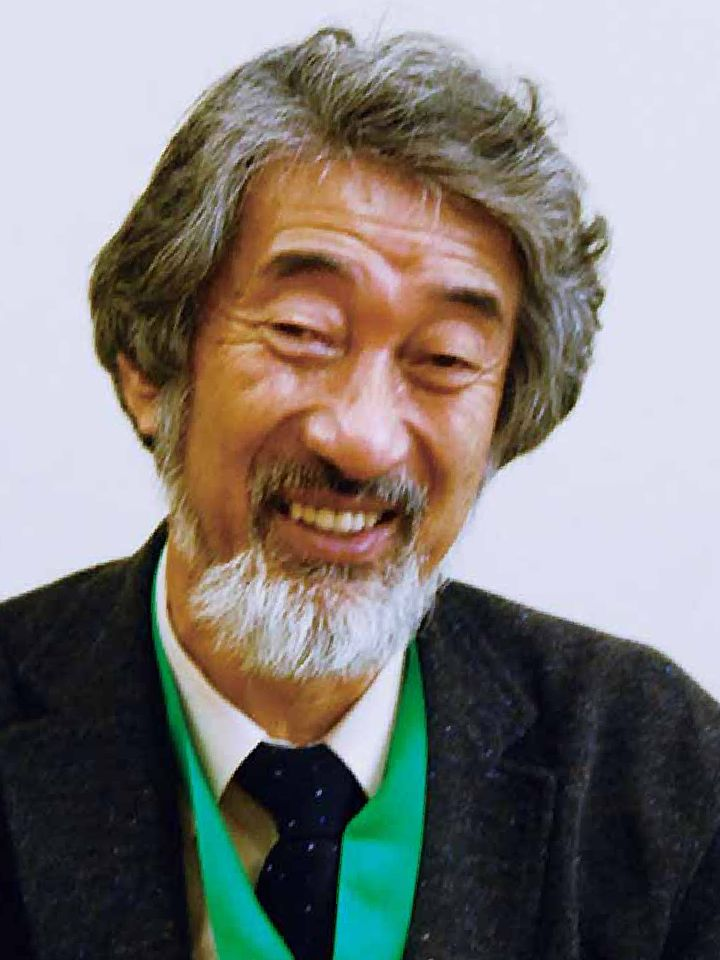
畠山重篤／4月3日没

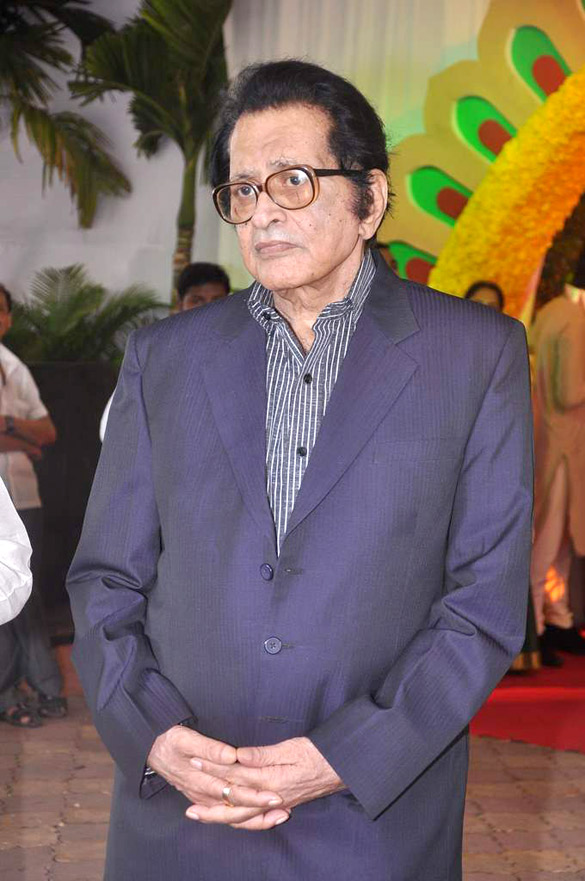
マノージュ・クマール／4月4日没

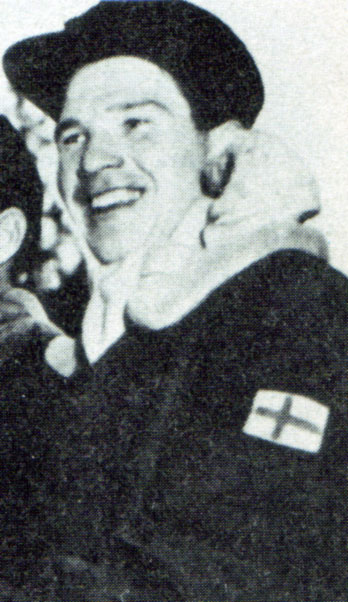
ヘイッキ・ハス／4月5日没

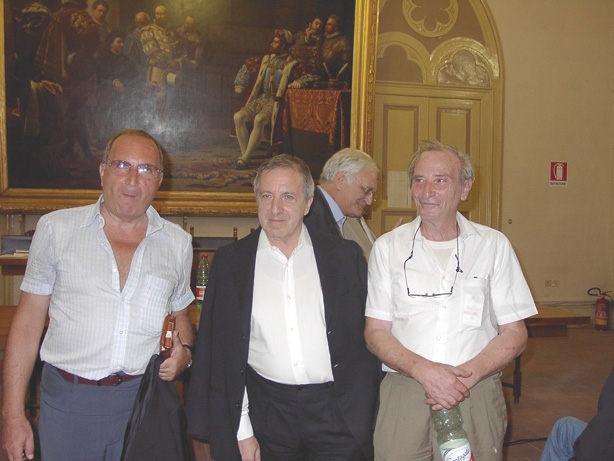
ロベルト・デ・シモーネ（中央）／4月6日没

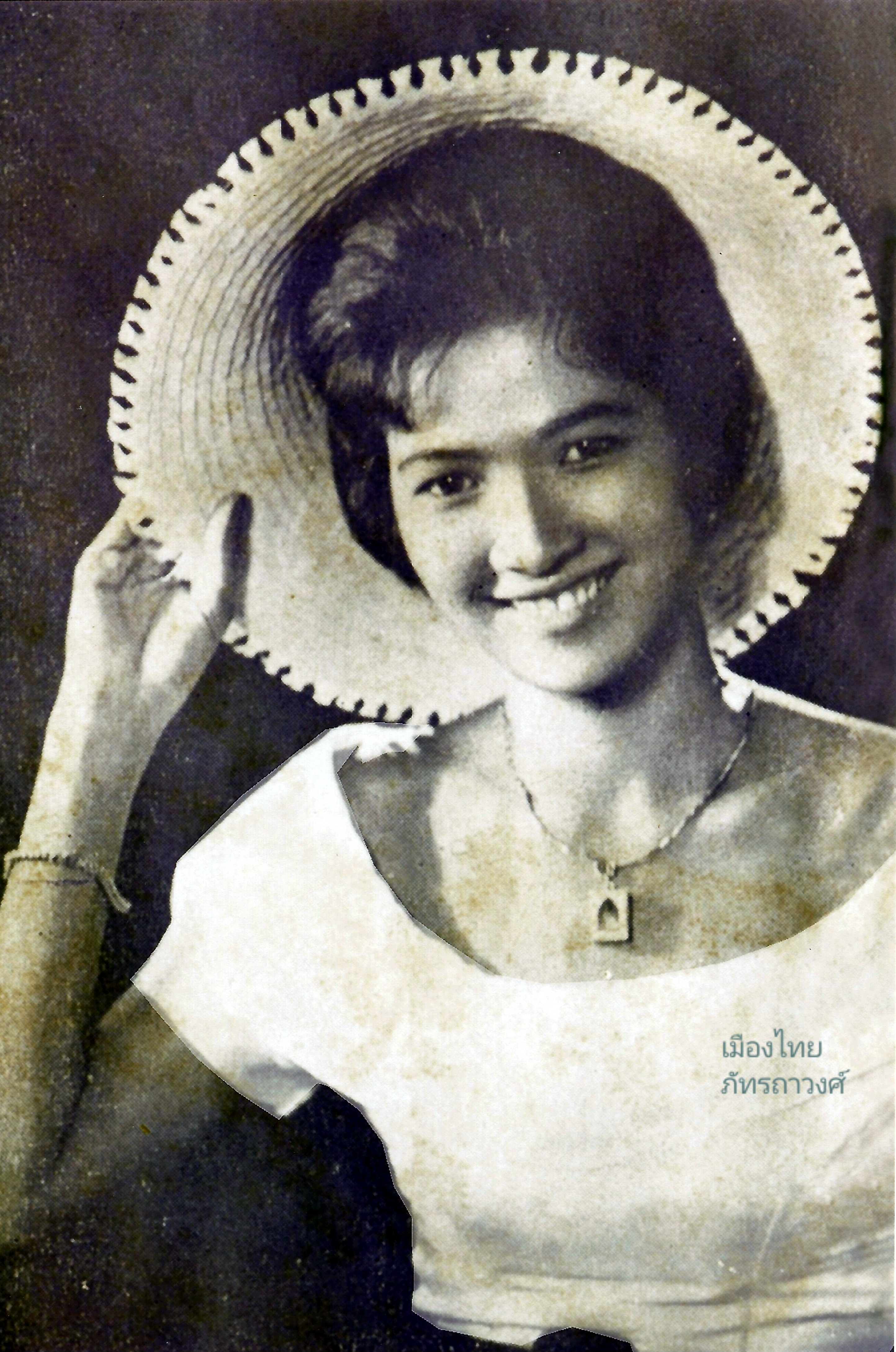
ポーンシー・ワラヌット／4月6日没

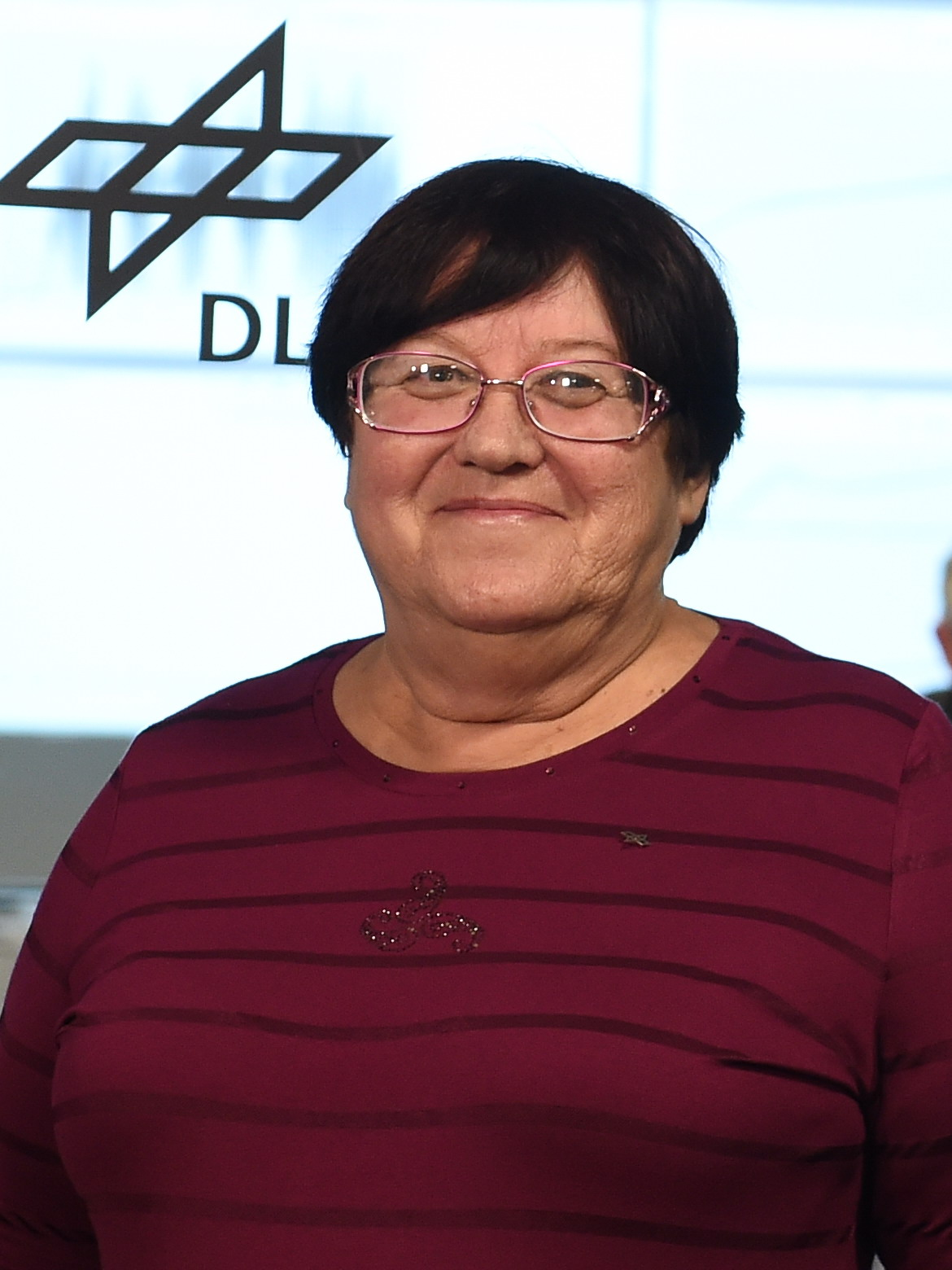
スヴェトラナ・ゲラシメンコ／4月8日没

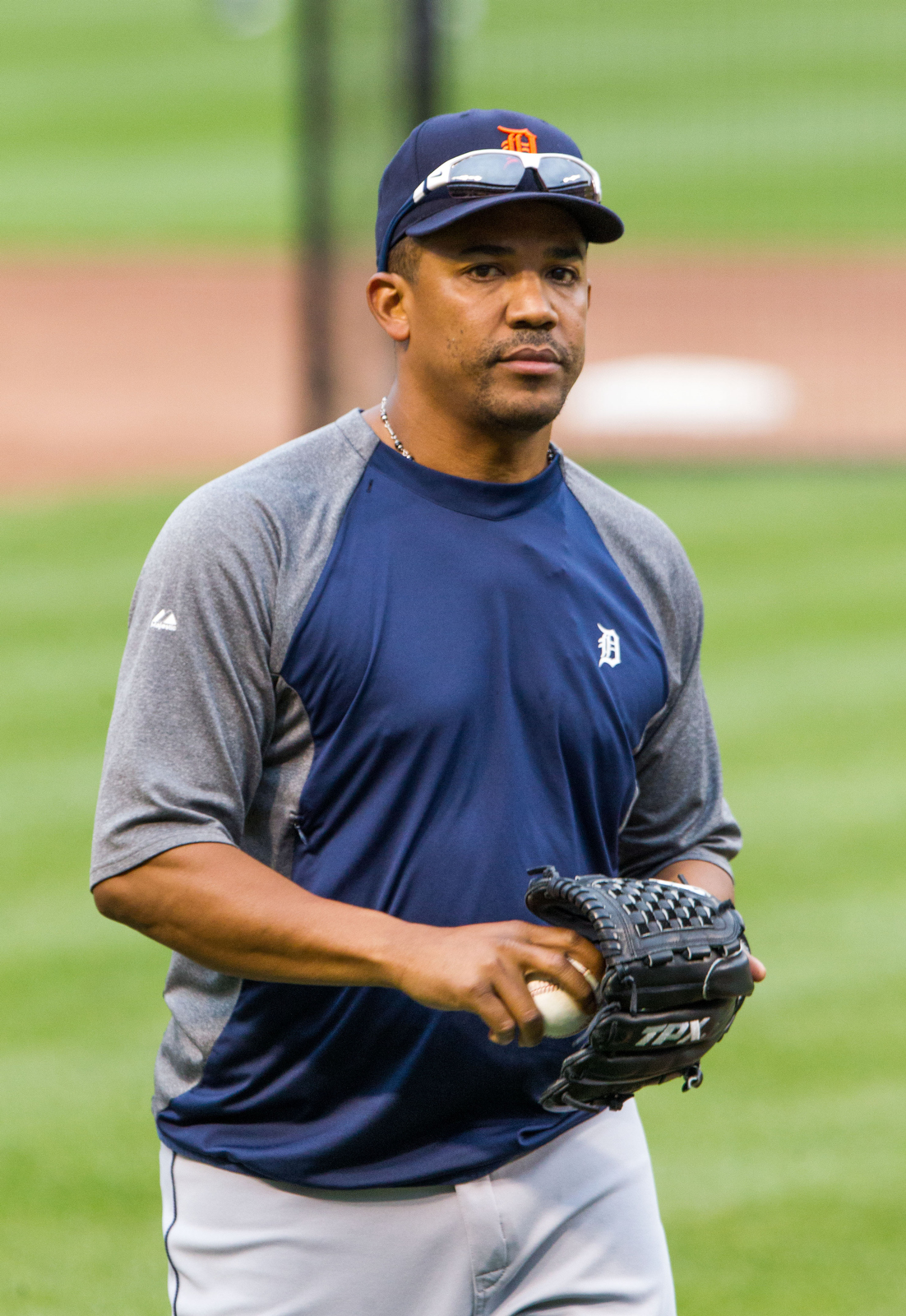
オクタビオ・ドーテル／4月8日没

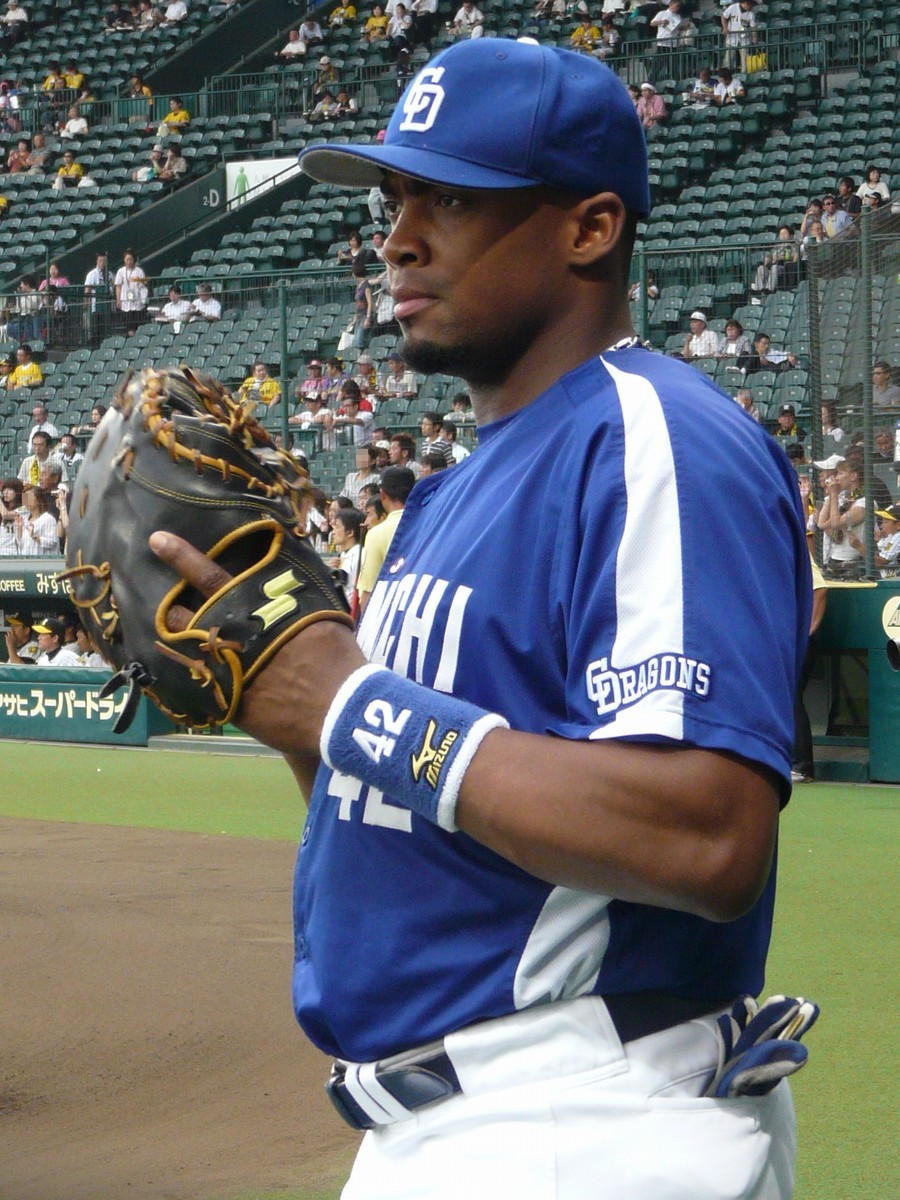
トニ・ブランコ／4月8日没

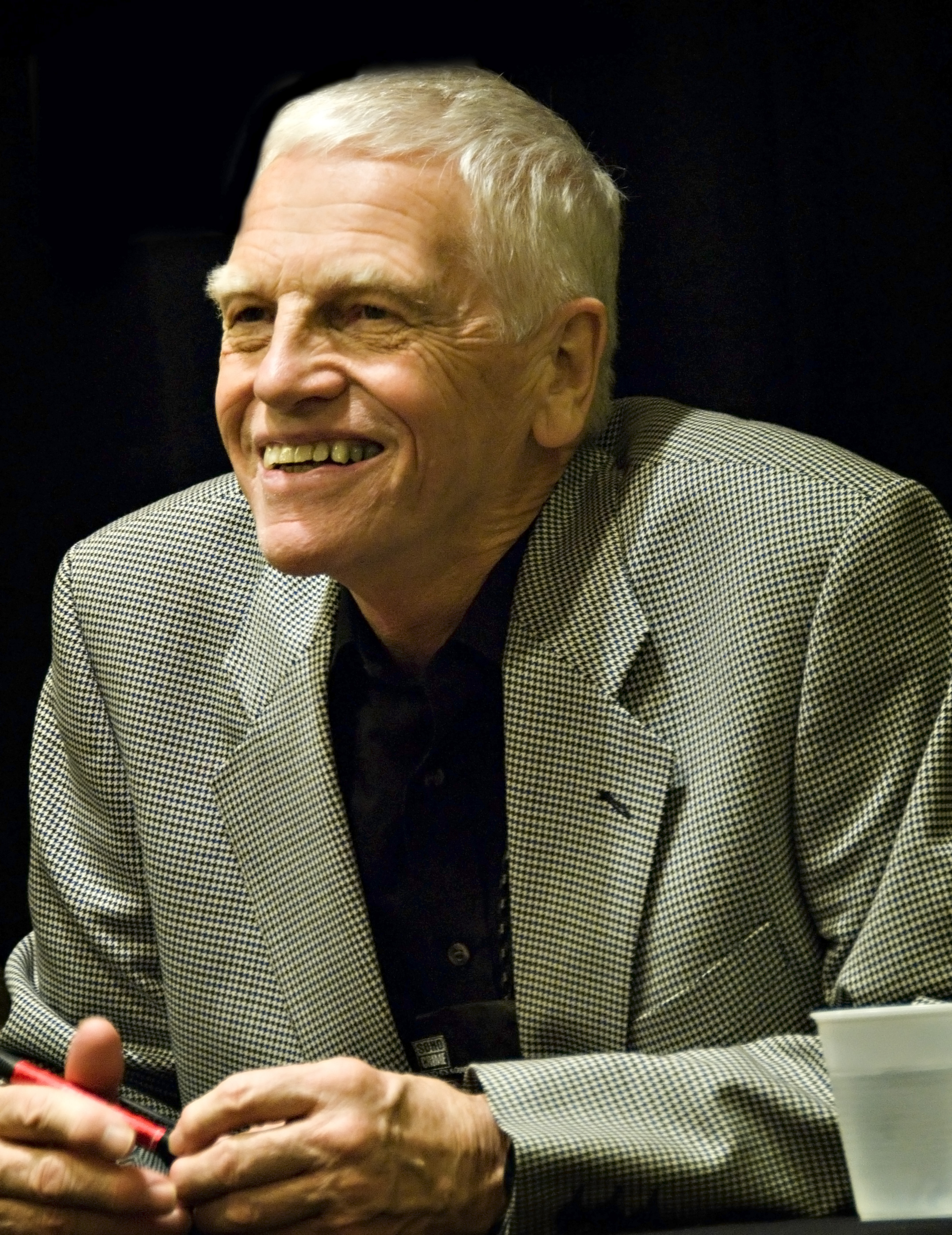
ピーター・ラヴゼイ／4月10日没

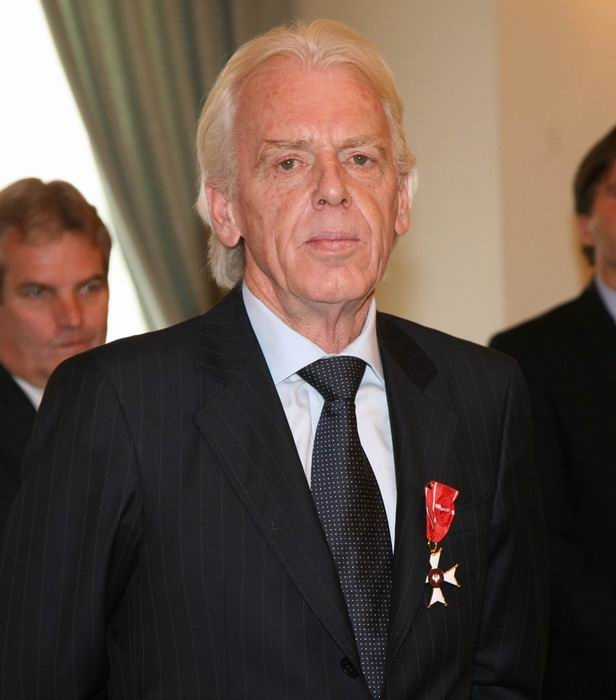
レオ・ベーンハッカー／4月10日没

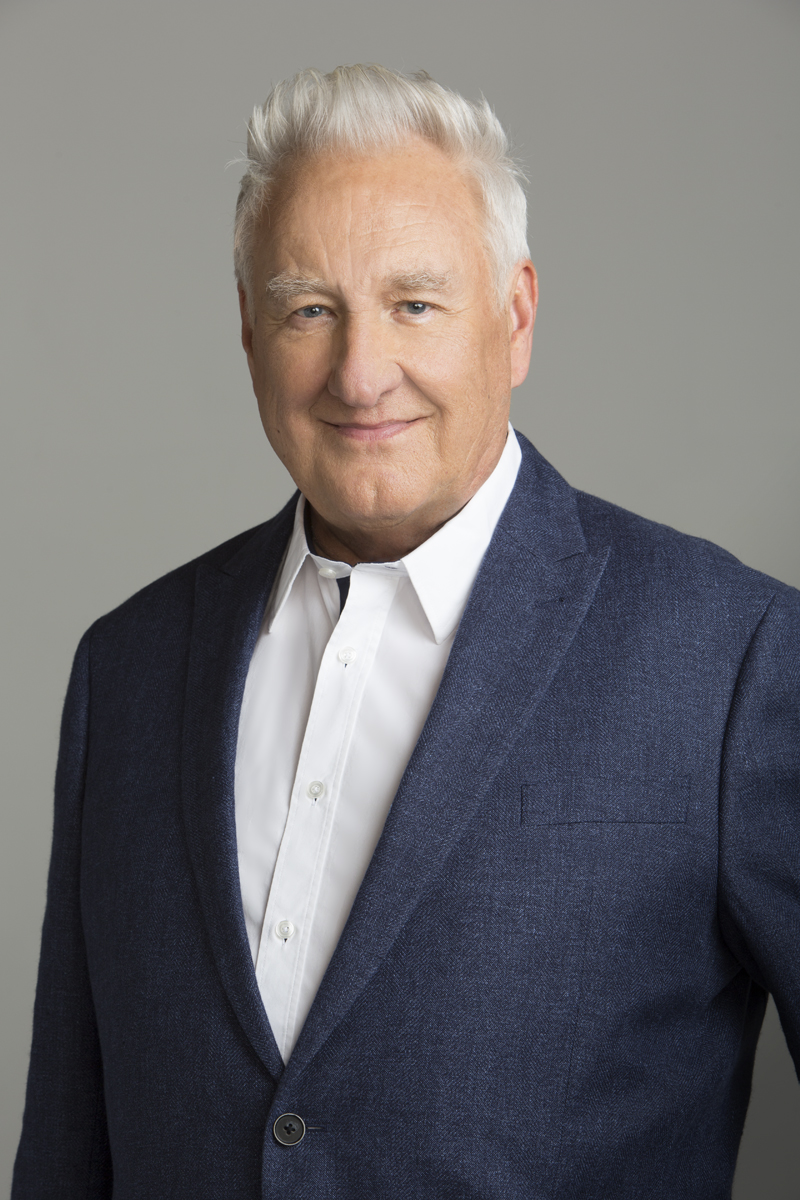
ドン・ミッシャー／4月11日没

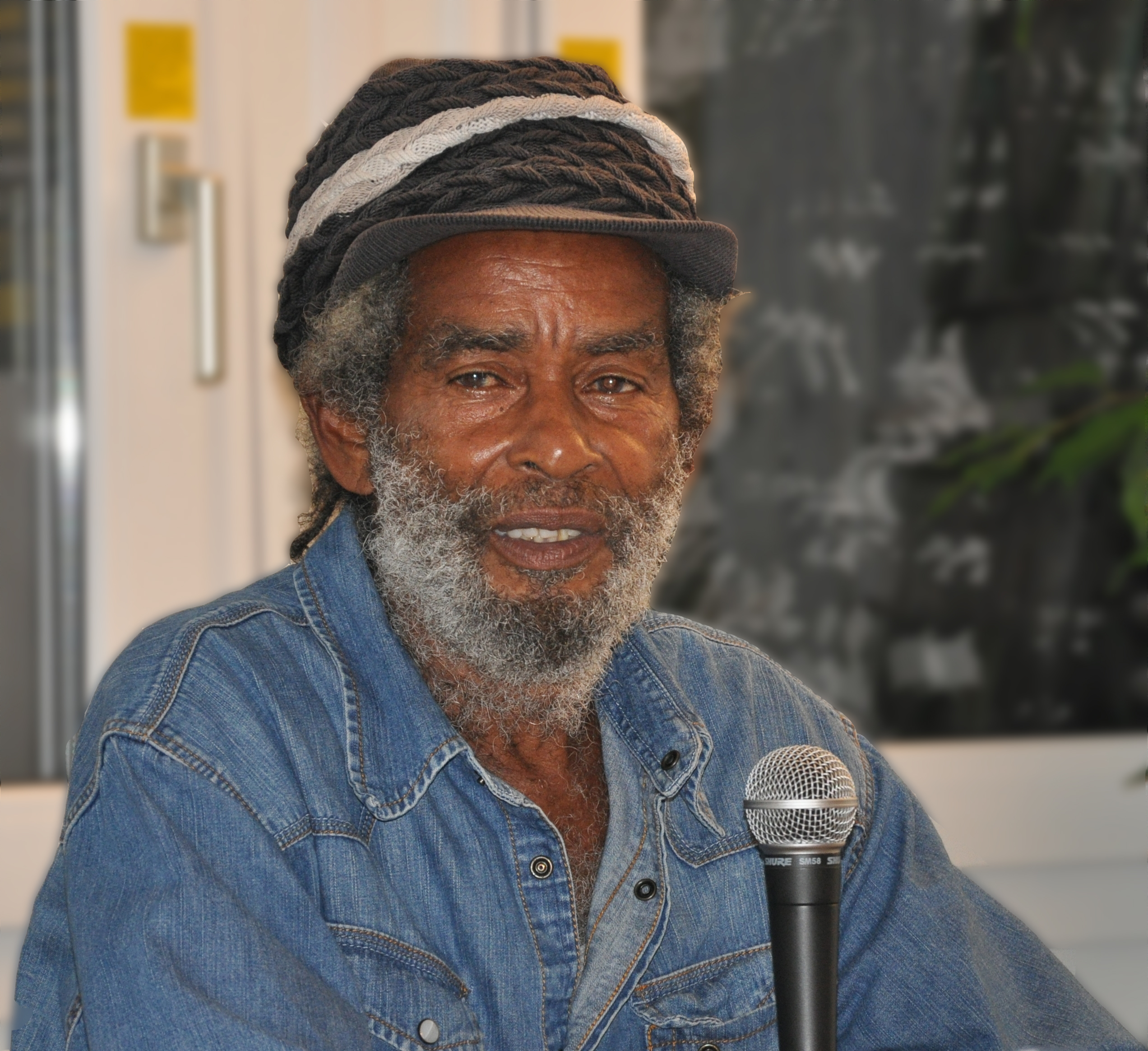
マックス・ロメオ／4月11日没

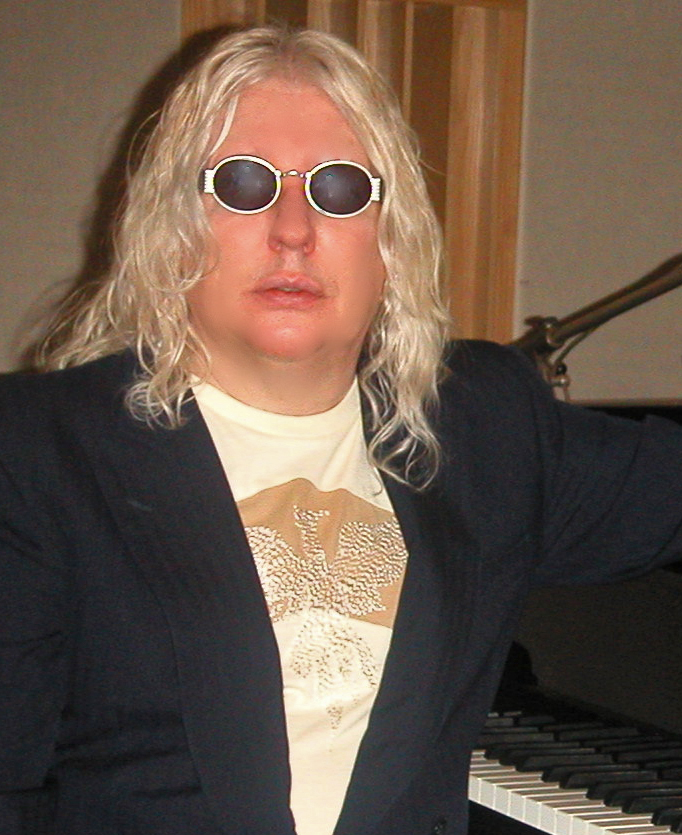
ロイ・トーマス・ベイカー／4月12日没

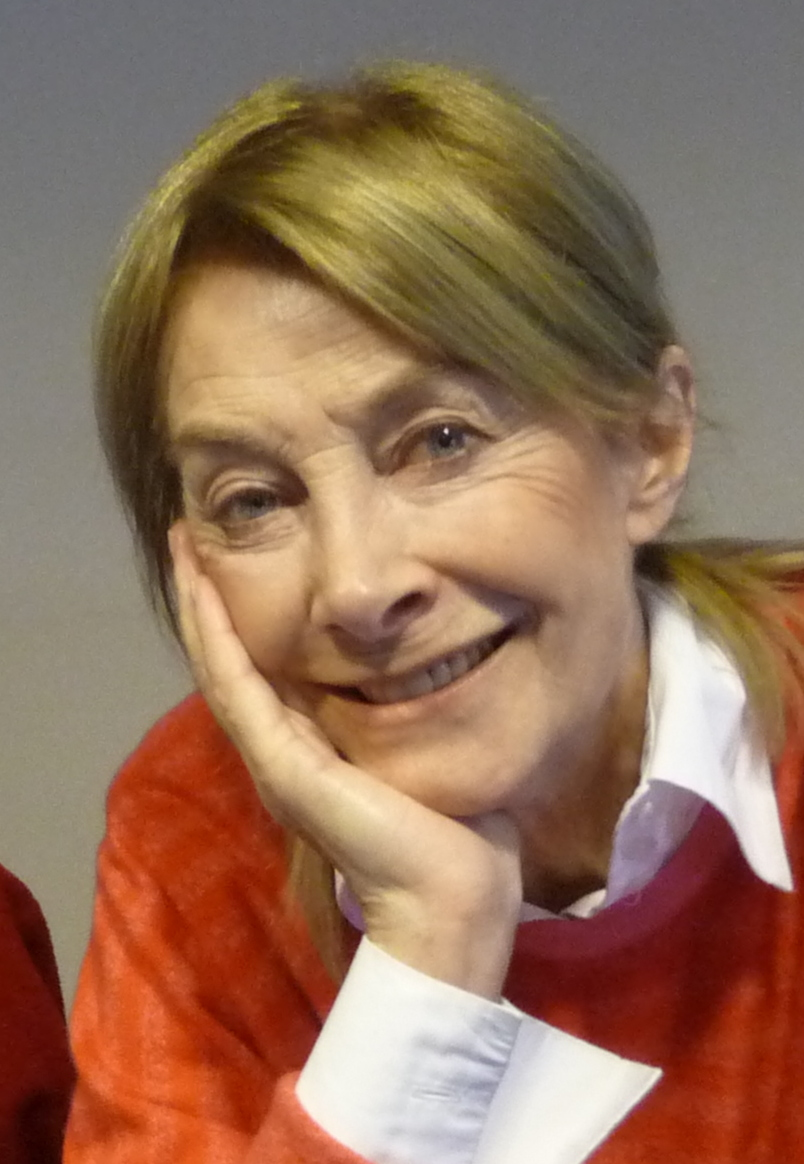
ジーン・マーシュ／4月13日没

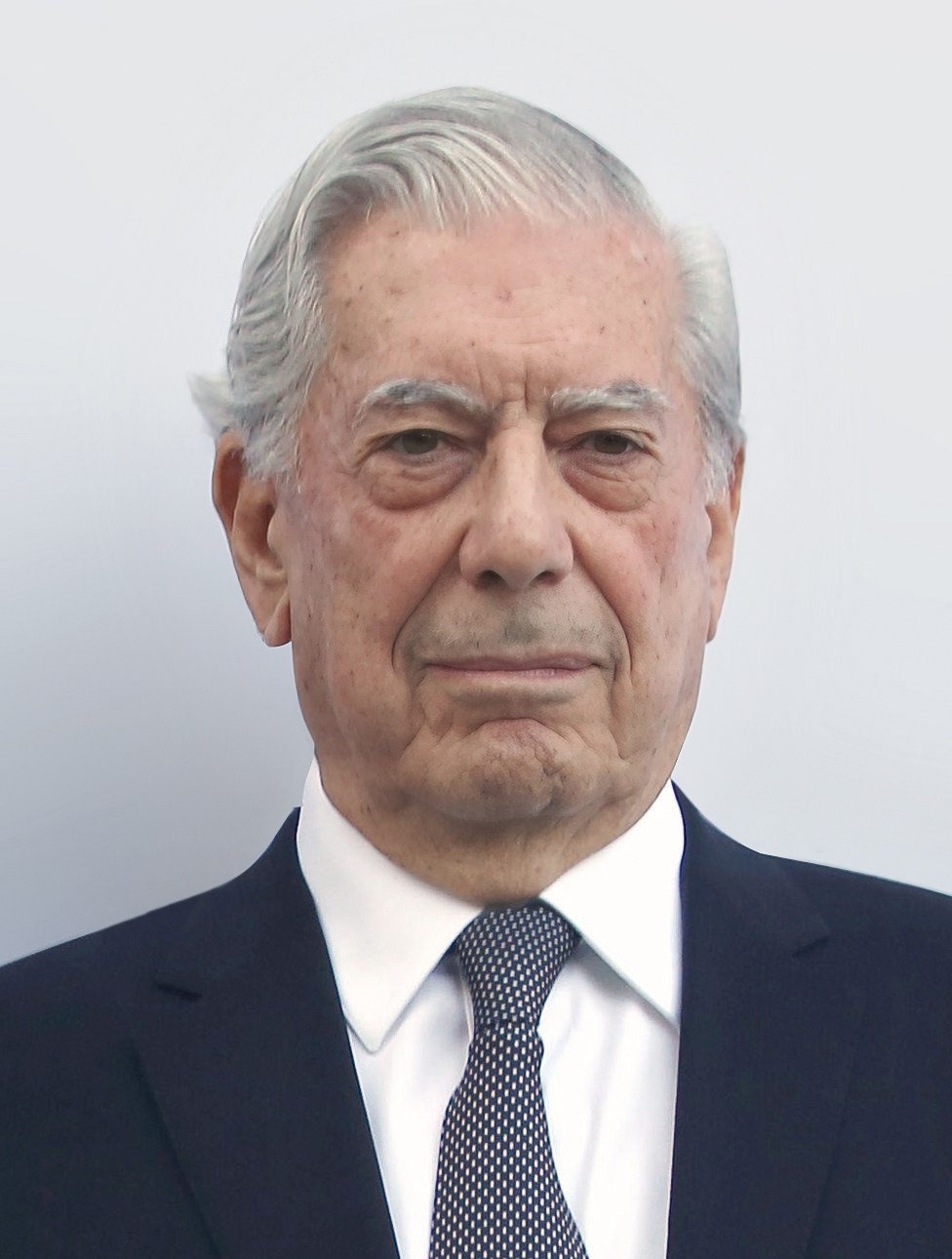
マリオ・バルガス・リョサ／4月13日没

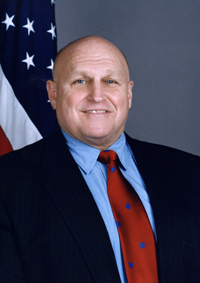
リチャード・アーミテージ／4月13日没

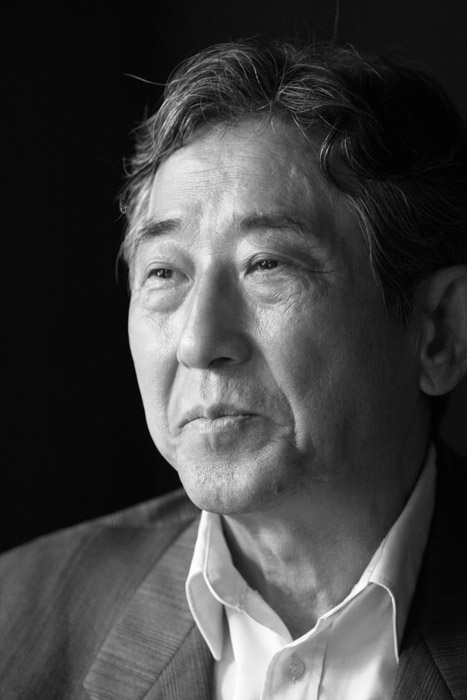
徐廷仁／4月14日没

アブドゥラ・アフマド・バダウィ／4月14日没

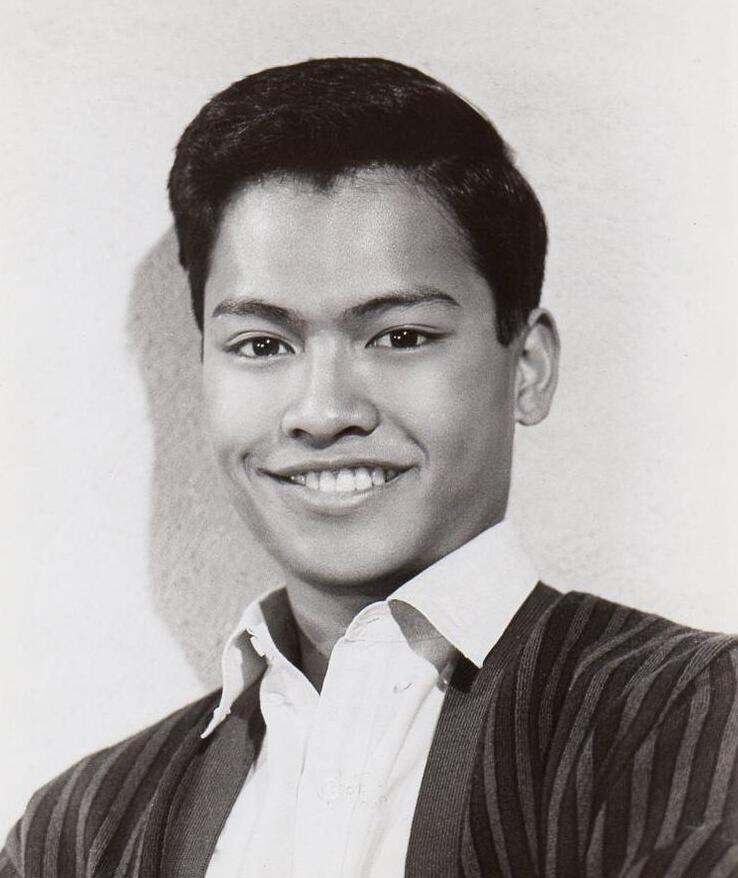
パトリック・アディアート／4月15日没

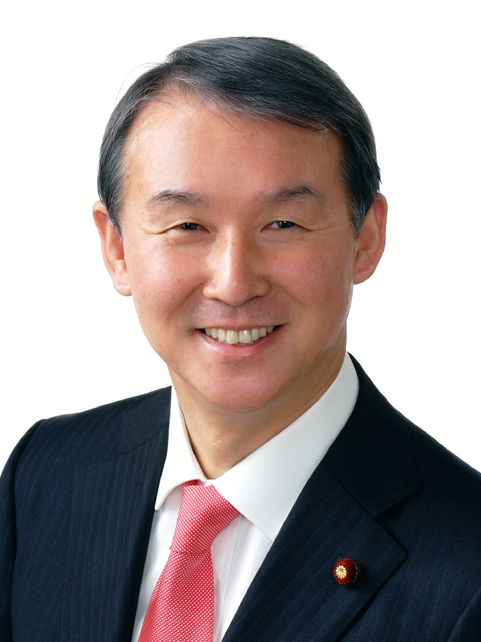
岸本周平／4月15日没

- 4月1日 - ジョージ・フリーマン（英語版）、アメリカ合衆国のジャズ・ギタリスト（* 1927年）[1]
- 4月1日 - 原田恒、日本の政治家、元北海道恵庭市議会議員・副議長（* 1928年?）[2]
- 4月1日 - 何竹康（中国語版）、中華人民共和国の政治家、元河南省長・副省長、元吉林省長、元全国人民代表大会代表、元中国共産党中央委員会委員、元中国共産党河南省委員会書記・副書記、元中国共産党吉林省委員会書記・副書記、元吉林省人民代表大会常務委員会主任、元全国政治協商会議常務委員会委員（* 1932年）[3]
- 4月1日 - アルフィ・カビリョ（英語版、クロアチア語版）、ユーゴスラビア、クロアチアの作曲家、指揮者、編曲家、ピアニスト、作詞家、音楽プロデューサー（* 1935年）[4]
- 4月1日 - 大星光次、日本の実業家、元IBC岩手放送代表取締役・専務取締役（* 1935年?）[5]
- 4月1日 - 柴田明徳、日本の建築構造学者、東北大学・東北文化学園大学名誉教授（* 1936年）[6]
- 4月1日 - ファン・カック・トゥー（ベトナム語版）、南ベトナム、ベトナムのカトリック教会の聖職者、人権活動家、政治家、元ベトナム国会議員、元ホーチミン市人民評議会議員、元ヴオンソアイ教区司教、元ベトナムカトリック連帯委員会（ベトナム語版）中央委員会副委員長・ホーチミン市委員会委員長（* 1937年）[7]
- 4月1日 - ジョニー・ティロットソン、アメリカ合衆国の歌手（* 1938年）[8]
- 4月1日 - 塩谷亘弘、日本の物理学者、東京水産大学・東京海洋大学名誉教授（* 1938年?）[9]
- 4月1日 - 南時旭（朝鮮語版）、大韓民国のジャーナリスト、実業家、元文化日報社長、元東亜日報編集局長（* 1938年）[10]
- 4月1日 - ファラーマルズ・ゼリー（英語版、ペルシア語版）、イランの元サッカー選手、元同国代表（* 1942年）[11]
- 4月1日 - アルフレド・ルクール（英語版、フランス語版）、アルジェリア出身のフランスの政治家、ウール県議会議員、元フランス国民議会議員、元コンシュ＝アン＝ウーシュ（英語版）市長（* 1945年）[12]
- 4月1日 - フリッツ・ブリンク（オランダ語版）、オランダの警察官、政治家、元ニーウルーセン（英語版）・スタッズカナール・フェーネンダール市長、元ドレンテ州議会議員（* 1946年）[13]
- 4月1日（訃報発表日） - 飯森茂孝、日本の政治家、長野県麻績村議会議員（* 1949年?）[14]
- 4月1日 - 赤尾文夫、日本の実業家、元旺文社社長（* 1951年）[15]
- 4月1日 - ディーパック・ボハラ（英語版、ネパール語版）、ネパールの政治家、代議院（英語版）議員、元制憲会議議員、元ネパール王国国会（英語版）議員（* 1951年）[16]
- 4月1日 - ディーン・T・カシワギ（英語版）、アメリカ合衆国の経済学者、アリゾナ州立大学教授（* 1952年）[17]
- 4月1日 - ヴァル・キルマー、アメリカ合衆国の俳優（* 1959年）[18]
- 4月1日（訃報発表日） - トティ・シリベルト（スペイン語版）、アルゼンチンの俳優、コメディアン（* 1961年）[19]
- 4月1日 - レアンドロ・ドミンゲス、ブラジルの元サッカー選手【名古屋グランパス・柏レイソル・横浜FC所属】（* 1983年）[20]
- 4月2日 - カムタイ・シーパンドーン、ラオスの独立運動家、革命家、軍人、政治家、ラオス人民軍大将、元ラオス人民革命党中央委員会書記長、元国家主席、元首相・副首相・国防相、元ラオス人民軍総司令官（* 1924年）[21]
- 4月2日 - フランクリン・スタール（英語版）、アメリカ合衆国の分子生物学者、遺伝学者、オレゴン大学名誉教授（* 1929年）[22]
- 4月2日 - 陸道培（中国語版）、中華人民共和国の臨床医学者、血液学者、造血幹細胞移植研究者、元北京大学血液病研究所所長・北京大学人民医院内科主任、元全国政治協商会議常務委員会委員、元北京市政治協商会議副主席（* 1931年）[23]
- 4月2日 - 廣嶼康子、日本の文化人、深沢紅子野の花美術館館長、元忘れな草の会会長（* 1940年?）[24]
- 4月2日 - 原勝洋、日本の戦史研究家（* 1942年）[25]
- 4月2日 - 高小賢（中国語版）、中華人民共和国の女性学者、元陝西省婦女連合会研究室主任（* 1948年）[26]
- 4月2日（訃報発表日） - ジョン・ヴェラ（英語版）、アメリカ合衆国の元プロアメリカンフットボール選手【オークランド・レイダース所属】（* 1950年）[27]
- 4月2日 - 櫻井清、日本の実業家、丸大サクラヰ薬局会長（* 1950年?）[28]
- 4月3日 - セオドア・マキャリック（英語版）、アメリカ合衆国のカトリック教会の聖職者、元枢機卿、元ワシントン大司教区・ニューアーク大司教区大司教、元メタチェン（英語版）教区司教、元ニューヨーク教区補佐司教、元教皇庁立プエルトリコカトリック大学（英語版）学長（* 1930年）[29]
- 4月3日 - 真銅孝三、日本の実業家、元クラボウ社長（* 1931年）[30]
- 4月3日 - マルガリータ・ジェパ（英語版、アルバニア語版）、アルバニアの女優（* 1932年）[31][32]
- 4月3日 - 鈴木恭明、日本の実業家、元三菱倉庫社長（* 1934年）[33]
- 4月3日 - 周斌、中華人民共和国の通訳、ジャーナリスト（* 1934年?）[34]
- 4月3日 - 林洪亮（中国語版）、中華人民共和国の翻訳家（* 1935年）[35]
- 4月3日 - 真下昇、日本の元ラグビーユニオン選手、レフェリー、元日本ラグビー協会副会長・専務理事、元国際ラグビーボード理事、元ジャパンラグビートップリーグチェアマン（* 1938年）[36]
- 4月3日 - 趙徳明（中国語版）、中華人民共和国の翻訳家、元北京大学・青島大学教授（* 1939年）[37]
- 4月3日 - 牧本英輔、日本の農業従事者、元大相撲力士【時津風部屋所属】（* 1941年）[38][39]
- 4月3日 - アンドレアス・フォン・ザクセン＝コーブルク・ウント・ゴータ、ドイツ、イギリスの貴族【ザクセン＝コーブルク＝ゴータ家当主】、資産家（* 1943年）[40]
- 4月3日 - 畠山重篤、日本の養殖漁業家、エッセイスト（* 1943年）[41]
- 4月3日 - イジー・コフタ（英語版、チェコ語版）、チェコスロバキア、チェコの元プロアイスホッケー選手、指導者、元チェコスロバキア代表（英語版）、1968年冬季オリンピック銀メダリスト、1972年冬季オリンピック銅メダリスト（* 1946年）[42]
- 4月3日 - シュテルビンスキ・アマーリア（英語版、ハンガリー語版）、ハンガリー、デンマークの元ハンドボール選手、指導者、元ハンガリー女子代表、1976年オリンピック銅メダリスト（* 1950年）[43]
- 4月3日 - 久場眞三、日本の実業家、センテイ代表取締役（* 1953年?）[44]
- 4月3日 - イヴァン・クレイ（英語版、ポルトガル語版）、ブラジルの元プロテニス選手、指導者（* 1958年）[45]
- 4月4日 - 伊藤昭一郎、日本の地方公務員、元青森県階上町収入役（* 1934年?）[46]
- 4月4日 - 野登谷秀雄、日本の地方公務員、元北海道松前町助役（* 1934年?）[47]
- 4月4日 - ベルナール・リンガイセン（英語版、フランス語版）、フランスのピアニスト（* 1934年）[48][49]
- 4月4日 - フリズリク・オーラフソン（英語版、アイスランド語版）、アイスランドのチェスプレーヤー、グランドマスター、元国際チェス連盟会長（* 1935年）[50]
- 4月4日 - マノージュ・クマール、インドの俳優、映画監督（* 1937年）[51]
- 4月4日（訃報発表日） - ペトロ・ジョルジウ（英語版）、ギリシャ出身のオーストラリアの政治家、元オーストラリア代議院議員（* 1947年）[52]
- 4月4日 - ペトルス・トゥラン（英語版、インドネシア語版）、インドネシアのカトリック教会の聖職者、元クパン大司教区大司教（* 1947年）[53]
- 4月4日 - 湯川一行、日本の政治家、元衆議院議員【自由民主党所属】（* 1949年）[54]
- 4月4日 - アマドゥ・バガヨコ（英語版、フランス語版）、マリのミュージシャン、「アマドゥ&マリアム（英語版）」のメンバー（* 1954年）[55]
- 4月4日 - 有馬頼央、日本の神職、水天宮宮司、久留米藩有馬家当主（* 1959年）[56]
- 4月4日 - 小宮明史、日本の政治家、千葉県議会議員（* 1982年）[57]
- 4月5日 - ヘイッキ・ハス、フィンランドの元ノルディック複合・クロスカントリースキー選手、政治家、元エドゥスクンタ議員、1948年・1952年冬季オリンピック金メダリスト（* 1926年）[58]
- 4月5日 - 植野章一、日本の政治家、元宮崎県北郷町長（* 1931年?）[59]
- 4月5日 - ペーター・シュトゥールマッハー、ドイツのプロテスタント神学者、元テュービンゲン大学教授（* 1932年）[60]
- 4月5日（訃報発表日） - カール・ウォーリック（英語版）、アメリカ合衆国の元プロ野球選手（* 1937年）[61]
- 4月5日 - コリン・フォックス（英語版）、カナダの俳優（* 1938年）[62]
- 4月5日 - 本間義麿、日本の農業協同組合幹部、元湧別町農業協同組合組合長（* 1943年?）[63]
- 4月5日 - アントネーロ・ファッサーリ（英語版、イタリア語版）、イタリアの俳優、ディレクター、脚本家（* 1952年）[64]
- 4月5日 - 谷正純、日本の演出家【宝塚歌劇団所属】（* 1952年?）[65]
- 4月5日 - ビリー・ラヴァーン・スミス（英語版）、アメリカ合衆国の元プロ野球選手（* 1954年）[66]
- 4月5日 - デイヴ・アレン（英語版）、イギリスのベーシスト、「ギャング・オブ・フォー」の元メンバー（* 1955年）[67]
- 4月5日 - バイン・バク・ハイ（ベトナム語版）、ベトナムの音響監督（* 1958年）[68]
- 4月5日 - 服部茂章、日本の元レーシングドライバー、指導者（* 1963年）[69]
- 4月6日 - 平林敏彦、日本の詩人（* 1924年）[70]
- 4月6日 - 今村節子、日本の看護学者、看護教育者、元鹿児島女子短期大学教授、鹿児島県立病院付属看護学校共同創設者・元教務主任、元鹿児島県看護協会会長、元鹿児島県教育委員会委員長、元東京大学教員（* 1924年?）[71]
- 4月6日 - 小野貞秋、日本の彫刻家（* 1931年?）[72]
- 4月6日 - ロベルト・デ・シモーネ、イタリアの音楽家、作曲家、舞台監督、音楽学者、民俗学者（* 1933年）[73]
- 4月6日 - ジェレマイア・オストライカー、アメリカ合衆国の天体物理学者、元プリンストン大学教授（* 1937年）[74]
- 4月6日 - ポーンシー・ワラヌット、タイのルークトゥン歌手（* 1938年）[75]
- 4月6日 - 川西章二、日本の実業家、元川西倉庫社長（* 1940年）[76]
- 4月6日 - 川畑勝宣、日本の実業家、元毎日新聞北海道支社社長（* 1941年?）[77]
- 4月6日 - 渡辺武達、日本の社会学者、メディア社会論研究者、同志社大学名誉教授（* 1944年）[78]
- 4月6日 - 吉村俊幸、日本の政治家、元北海道伊達市議会議員・議長（* 1945年?）[79]
- 4月6日 - アルベール・ヴァヌッチ（英語版、フランス語版）、フランスの元プロサッカー選手、指導者、元同国代表（* 1947年）[80]
- 4月6日 - ジェイ・ノース（英語版）、アメリカ合衆国の俳優（* 1951年）[81]
- 4月6日 - クレム・バーク（英語版）、アメリカ合衆国のドラマー、「ブロンディ」のメンバー（* 1954年）[82]
- 4月6日 - 延江浩、日本のラジオプロデューサー、作家（* 1958年）[83]
- 4月6日 - 安田周一郎、日本の元プロ野球選手【近鉄バファローズ所属】（* 1971年）[84]
- 4月6日 - ホルヘ・ボラーニョ、コロンビアの元プロサッカー選手、元同国代表（* 1977年）[85]
- 4月6日（遺体発見日） - アレッサンドロ・コアッティ（英語版）、イタリアの生物学者（* 1979年?）[86]
- 4月6日 - 西尾久、日本の漁業協同組合幹部、元下灘漁業協同組合長（* 生年不明）[87]
- 4月7日 - ラグビール・ラール（英語版、パンジャブ語版）、インドの元フィールドホッケー選手、1952年・1956年オリンピック金メダリスト（* 1929年）[88]
- 4月7日 - 奥田良雄、日本の実業家、長崎マリンサービス取締役会長（* 1935年?）[89]
- 4月7日 - 横須賀薫、日本の教育学者、元宮城教育大学・十文字学園女子大学学長（* 1937年）[90]
- 4月7日 - 村井祐児、日本のクラリネット奏者、東京芸術大学名誉教授（* 1940年）[91]
- 4月7日 - 武田厚、日本の美術評論家、元北海道立近代美術館学芸部長（* 1941年）[92]
- 4月7日 - ジョーイ・ヴィエイラ（英語版）（ドナルド・キーラー）、アメリカ合衆国の俳優（* 1944年）[93]
- 4月7日 - 佐藤敏秋、日本の博物館幹部、元北見ハッカ記念館施設長（* 1948年?）[94]
- 4月7日 - 秦天南（中国語版）、香港の脚本家（* 1949年）[95]
- 4月7日 - ウィリアム・フィン（英語版）、アメリカ合衆国のミュージカルの劇作家（* 1952年）[96]
- 4月7日 - エドワルト・ベルフォルト（英語版、オランダ語版）、スリナムのテレビ司会者、コメンテーター、政治家、国民議会議員、元法務・警察相（* 1965年）[97]
- 4月7日 - ひじりえま、日本の歌手、「Ravi La vie」「狂想ノ六重奏」のメンバー（* 1999年）[98]
- 4月8日 - 葉琳瑯（中国語版）、中華人民共和国の女優（* 1932年）[99]
- 4月8日 - 幸村伸彦、日本の実業家、元梅澤社長、第4代中部食料品問屋連盟会長（* 1936年?）[100]
- 4月8日 - マンガ（英語版、ポルトガル語版）、ブラジルの元サッカー選手、元同国代表（* 1937年）[101]
- 4月8日 - 白橋國弘、日本の政治家、元岐阜県議会議員・議長、元岐阜市議会議員・議長（* 1940年?）[102]
- 4月8日 - エシー・アマラ（英語版、フランス語版）、コートジボワールの外交官、政治家、元外務・国際協力相、元駐スイス・アルゼンチン・キューバ・国連大使、元駐国際連合ジュネーブ事務局・工業開発機関常任代表、元国際連合総会議長・安全保障理事会議長、元77ヶ国グループ議長、元アフリカ統一機構事務総長・アフリカ連合委員会暫定委員長（* 1944年）[103]
- 4月8日 - スヴェトラナ・ゲラシメンコ、ソビエト連邦、タジキスタンの天文学者、天体物理学者、チュリュモフ・ゲラシメンコ彗星の共同発見者（* 1945年）[104]
- 4月8日 - 當銘正彦、日本の病院幹部、元公立久米島病院・北中城若松病院院長、元沖縄県立南部医療センター・こども医療センター副院長（* 1949年?）[105]
- 4月8日 - ニッキー・カット、アメリカ合衆国の俳優（* 1970年）[106]
- 4月8日 - 山田亮、日本のお笑い芸人（* 1974年）[107]
- 4月8日 - ジェット・セットナイトクラブ天井崩落事故で亡くなった人物
  - ルビー・ペレス（英語版、スペイン語版）、ドミニカ共和国のメレンゲ歌手（* 1956年）[108]
  - オクタビオ・ドーテル、ドミニカ共和国の元プロ野球選手【ニューヨーク・メッツ・オークランド・アスレチックスなど所属】、元同国代表（* 1973年）[109]
  - トニ・ブランコ、ドミニカ共和国の元プロ野球選手【中日ドラゴンズ・横浜DeNAベイスターズ・オリックス・バファローズ所属】（* 1980年）[110]
  - ネルシー・クルーズ（英語版、スペイン語版）、ドミニカ共和国の政治家、モンテ・クリスティ州知事（* 1982年）[111]
- 4月9日 - メル・ノヴァク（英語版）、アメリカ合衆国の俳優（* 1934年）[112]
- 4月9日 - ヴェラ・シドロワ（英語版、ロシア語版）、ソビエト連邦、カザフスタンの農業技術者、政治家、元カザフ・ソビエト社会主義共和国最高会議議員・幹部会副議長・議長代行、元ソビエト連邦共産党ウラリスク州委員会第二書記、元カザフスタン共産党（英語版）タラン地区（英語版）委員会・コスタナイ地区（英語版）委員会第一書記（* 1934年）[113]
- 4月9日 - ロジェリオ・セイティル（ポルトガル語版）、ポルトガルの映画監督、テレビディレクター（* 1937年）[114]
- 4月9日 - 池内正勝、日本の政治家、元徳島県牟岐町長（* 1937年?）[115]
- 4月9日 - 金新朝、朝鮮民主主義人民共和国出身の大韓民国の牧師、元武装工作員【青瓦台襲撃未遂事件】（* 1942年）[116]
- 4月9日 - ファン・ルオン・カム（英語版、ベトナム語版）、ベトナムの電気化学者、腐食研究者、元ハノイ工科大学教授・腐食および金属保護研究センター創設所長（* 1943年）[117]
- 4月9日 - アイード・アル＝ファーイーズ（英語版、アラビア語版）、ヨルダンの政治家、元労働相・国務相・青年スポーツ相・内務相（* 1945年）[118]
- 4月9日 - 佐々木昌、日本の政治家、長野県高森町議会議員（* 1947年?）[119]
- 4月9日 - 辻義雄、日本の政治家、北海道長万部町議会議員（* 1948年?）[120]
- 4月9日 - 小山貢二、日本の実業家、元リンテック専務執行役員（* 1951年?）[121]
- 4月9日 - アンドリュー・グロス（英語版）、アメリカ合衆国の作家（* 1952年）[122]
- 4月9日 - 朴相悦（朝鮮語版）、大韓民国の元プロ野球選手、指導者（* 1955年）[123]
- 4月9日 - ムン・ビョンナム（朝鮮語版）、大韓民国のバレエダンサー、振付師、芸術監督（* 1961年）[124]
- 4月10日 - ルネ・デュポン（英語版、フランス語版、朝鮮語版）（杜峰）、フランス出身の大韓民国のカトリック教会の聖職者、元安東教区司教（* 1929年）[125]
- 4月10日 - テッド・コッチェフ、カナダの映画監督、映画プロデューサー（* 1931年）[126]
- 4月10日 - デイヴィッド・サッスーン（英語版）、イギリスのファッションデザイナー（* 1932年）[127]
- 4月10日 - 杉山進、日本の元アルペンスキー選手、指導者、元杉山スキースクール校長（* 1932年）[128]
- 4月10日 - ニーノ・テンポ（英語版）、アメリカ合衆国の歌手、俳優、サクソフォニスト、元「レッキング・クルー」のメンバー（* 1935年）[129]
- 4月10日 - 川上昭一、日本の政治家、元北海道羅臼町議会議員・副議長（* 1935年?）[130]
- 4月10日 - ピーター・ラヴゼイ、イギリスの作家（* 1936年）[131]
- 4月10日 - ティティエク・プスパ（英語版、インドネシア語版）、インドネシアの歌手、ミュージシャン、女優（* 1937年）[132]
- 4月10日（訃報発表日） - ネイト・オリヴァー（英語版）、アメリカ合衆国の元プロ野球選手（* 1940年）[133]
- 4月10日 - 郭愛克（中国語版）、中華人民共和国の神経科学者、生物物理学者、中国科学院大学教授（* 1940年）[134]
- 4月10日 - レオ・ベーンハッカー、オランダの元サッカー選手、指導者（* 1942年）[135]
- 4月10日 - 河村一美、日本の児童文学作家、元高田文化協会副会長・事務局長（* 1945年）[136]
- 4月10日 - 西山謙介、日本の核廃絶運動家、新潟県原爆被害者の会事務局長（* 1947年?）[137]
- 4月10日 - 鎌田信一、日本の実業家、政治家、北海道浦河町議会議員、杵臼牧場社長（* 1949年?）[138]
- 4月10日 - ニクラス・エクルンド、スウェーデンのトランペット奏者（* 1969年）[139]
- 4月11日 - 玉城忠、日本の体育指導者、元沖縄県ラジオ体操連盟会長、元沖縄マスターズ陸上競技連盟会長、元沖縄県体育協会参与（* 1928年?）[140]
- 4月11日 - 笹口里子、日本の被爆者、元広島電鉄車掌（* 1930年?）[141]
- 4月11日 - 出口美保、日本のシャンソン歌手（* 1937年）[142]
- 4月11日 - ドン・ミッシャー、アメリカ合衆国のテレビディレクター、テレビプロデューサー（* 1940年）[143]
- 4月11日 - マイク・ベリー（英語版）、イギリスの俳優、歌手（* 1942年）[144]
- 4月11日 - マックス・ロメオ、ジャマイカのレゲエ歌手（* 1944年）[145]
- 4月11日 - アルベルト・フランチェスキーニ（英語版、イタリア語版）、イタリアの過激派極左活動家、元受刑者、赤い旅団共同創設者（* 1947年）[146]
- 4月11日 - 坂本篤裕、日本の麻酔科学者、日本医科大学理事長・名誉教授（* 1958年）[147]
- 4月11日 - 奥田亡羊、日本の歌人（* 1967年）[148]
- 4月11日（訃報発表日） - ルーシー・マルコヴィッチ（英語版）、オーストラリアのモデル（* 1998年）[149]
- 4月12日 - E・ジェイ・クラウス、アメリカ合衆国の美術監督、美術デザイナー（* 1926年?）[150]
- 4月12日 - クムディニー・ラーキヤー（英語版、グジャラート語版）、インドのカタックダンスの舞踊家、振付師（* 1930年）[151]
- 4月12日 - 徳岡孝夫、日本のジャーナリスト、評論家、エッセイスト、コラムニスト、翻訳家（* 1930年）[152]
- 4月12日 - ヤーン・ブロイアー（英語版、ドイツ語版）、ドイツの元サイクリスト（* 1938年）[153]
- 4月12日（訃報発表日） - ピリタ・コラレス（英語版、タガログ語版、セブアノ語版）、フィリピンの歌手、女優、司会者（* 1939年）[154]
- 4月12日 - 呉光範（中国語版）、中華人民共和国の政治家、元雲南省人民代表大会常務委員会副主任、元雲南省政府秘書長・副秘書長（* 1939年）[155]
- 4月12日 - 篠﨑鐵男、日本の政治家、元熊本県宇城市長、元熊本県議会議員（* 1939年）[156][157]
- 4月12日 - 斉間淳子、日本の反原発活動家、元八幡浜・原発から子どもを守る女の会代表（* 1943年?）[158]
- 4月12日 - 小田治義、日本の地方公務員、元広島県広島市助役、元広島市建設局長・道路交通局長（* 1943年?）[159]
- 4月12日 - 長信正治、日本の政治家、元山口県田布施町長（* 1946年?）[160]
- 4月12日 - ロイ・トーマス・ベイカー、イギリスの音楽プロデューサー（* 1946年）[161]
- 4月12日 - リュク・ルネ・ベル（英語版、フランス語版）、カメルーンの政治家、元老院議員、ボマボム（フランス語版）村長、元北西州・西部州知事（* 1948年）[162]
- 4月12日 - クリスティアン・チュクウ（英語版）、ナイジェリアの元サッカー選手、指導者、元同国代表（* 1951年）[163]
- 4月12日 - リオネル・ジュスティエ（英語版、フランス語版）、フランスの元プロサッカー選手（* 1956年）[164]
- 4月12日 - 金城敏、日本の政治家、沖縄県糸満市議会議員（* 1961年?）[165]
- 4月12日 - 松崎圭介、日本の調教助手（* 1976年）[166]
- 4月13日 - フールシード・アフマド（英語版、ウルドゥー語版）、インド出身のパキスタンの経済学者、ウラマー、政治家、元カラチ大学（英語版）・レスター大学教授、元パキスタン元老院議員、元ジャマーアト＝エ＝イスラーミー党（英語版）副党首（* 1932年）[167]
- 4月13日 - ボブ・ガレットソン（英語版）、アメリカ合衆国の元レーシングドライバー（* 1933年）[168]
- 4月13日 - ジーン・マーシュ、イギリスの女優、放送作家（* 1934年）[169]
- 4月13日 - 澤井功、日本の地方公務員、政治家、元滋賀県朽木村長（* 1935年）[170]
- 4月13日 - マリオ・バルガス・リョサ、ペルー、スペインの小説家、エッセイスト、評論家、コラムニスト、文学者、2010年ノーベル文学賞受賞者（* 1936年）[171]
- 4月13日 - 泉田英吉、日本の政治家、元北海道安平町議会議員・議長（* 1938年?）[172]
- 4月13日 - トミー・ヘルムズ（英語版）、アメリカ合衆国の元プロ野球選手（* 1941年）[173]
- 4月13日 - 香川正弘、日本の生涯教育学者、上智大学名誉教授（* 1942年）[174]
- 4月13日（訃報発表日） - 柏英樹、日本のスポーツジャーナリスト【元報知新聞社所属】、元アマチュアラグビー選手（* 1942年）[175][176]
- 4月13日 - ジョゼ・マガリャンイス・フィリョ（ポルトガル語版）、ブラジルの法律家、政治家、元バイーア州議会議員（* 1944年）[177]
- 4月13日 - リチャード・アーミテージ、アメリカ合衆国の海軍軍人、外交官、コンサルタント、実業家、政治家、第13代国務副長官（* 1945年）[178]
- 4月13日 - 杉田茂、日本のボディビルダー、筋力トレーナー（* 1947年）[179]
- 4月13日 - 巴正市、日本の政治家、岩手県金ケ崎町議会議員・副議長（* 1947年?）[180]
- 4月13日 - 田代民治、日本の実業家、元鹿島建設副社長（* 1948年）[181]
- 4月13日 - 山下哲治、日本のプロ野球球団幹部、元読売ジャイアンツ執行役員・スカウト部長（* 1953年?）[182]
- 4月13日 - 山本義久、日本の水産学者、経済学者、元水産大学校教授（* 1959年?）[183]
- 4月13日 - 左膳妥友、日本の実業家、小野谷機工・北陸リトレッド代表取締役（* 1965年?）[184]
- 4月13日 - JJJ、日本のトラックメイカー、音楽プロデューサー、ヒップホップMC、DJ（* 1989年）[185]
- 4月14日 - 敦賀一夫、日本の政治家、元北海道稚内市長、元稚内市議会議員（* 1922年）[186]
- 4月14日 - 馮叔瑜（中国語版）、中華人民共和国の爆破工学者、中国鉄道科学研究院研究員（* 1924年）[187]
- 4月14日 - 中村敦雄、日本の銀行家、元鹿児島信用金庫理事長（* 1928年?）[188]
- 4月14日 - 上原宜成、日本の政治家、元沖縄県糸満市長、元糸満市議会議員（* 1932年?）[189]
- 4月14日 - 李龍兌（朝鮮語版）、大韓民国の実業家、三宝コンピュータ（朝鮮語版）創業者・名誉会長、トゥルーネット（朝鮮語版）創業者、元韓国科学技術研究所研究員・電子技術研究所副所長（* 1933年）[190]
- 4月14日 - 林雄一郎、日本のジャーナリスト、実業家、元共同通信社常務理事（* 1933年?）[191]
- 4月14日 - 徐廷仁、大韓民国の小説家、英文学者、全北大学校名誉教授（* 1936年）[192]
- 4月14日 - 入江淳夫、日本の元アイスホッケー選手、元栃木県アイスホッケー連盟副会長（* 1937年?）[193]
- 4月14日 - アリザ・マゲン（英語版、ヘブライ語版）、イスラエルの諜報員、元イスラエル諜報特務庁副長官（* 1937年）[194]
- 4月14日 - アブドゥラ・アフマド・バダウィ、マレーシアの政治家、元首相・副首相・国防相・内務相・財務相・外相・教育相、元代議院議員（* 1939年）[195]
- 4月14日（訃報発表日） - フィリップ・ダヴィド（英語版、セルビア語版）、ユーゴスラビア、セルビアの作家、エッセイスト、劇作家、脚本家、ベオグラード芸術大学（英語版）教授（* 1940年）[196]
- 4月14日 - ホアキン・ガレーラ（英語版、スペイン語版）、スペインの元ロードサイクリスト（* 1940年）[197]
- 4月14日 - 小川和男、日本の政治家、青森県横浜町議会議員・元議長（* 1942年?）[198]
- 4月14日 - 神津陽、日本の新左翼運動家、共産主義者同盟叛旗派創始者・最高指導者（* 1944年）[199]
- 4月14日 - ペーター・ザイフェルト（英語版、ドイツ語版）、ドイツのテノール、オペラ歌手（* 1954年）[200]
- 4月14日 - 若戸桜剛（澤田剛）、日本の大相撲力士【式秀部屋所属】（* 1992年）[201]
- 4月14日 - ソフィー・ナイウェイド（英語版）、アメリカ合衆国の女優（* 2000年）[202]
- 4月15日 - レウマ・ヴァイツマン（英語版、ヘブライ語版）、イギリス出身のイスラエルの元ファーストレディ【エゼル・ヴァイツマン夫人】（* 1925年）[203]
- 4月15日 - 具滋斗、大韓民国の実業家、LBインベストメント（朝鮮語版）会長、元韓国情報通信振興協会（朝鮮語版）会長（* 1932年）[204]
- 4月15日 - 城山堅、日本の声優、俳優（* 1932年）[205]
- 4月15日 - アンジェリコ・サンダーロ・ベルナルディーノ（英語版、ポルトガル語版）、ブラジルのカトリック教会の聖職者、元ブルメナウ教区司教（* 1933年）[206]
- 4月15日 - リチャード・バーンスタイン、アメリカ合衆国の医師、糖尿病治療法研究者（* 1934年）[207]
- 4月15日 - ヴェルナー・ティッセン（英語版、ドイツ語版）、ドイツのカトリック教会の聖職者、元ハンブルク大司教区大司教（* 1938年）[208]
- 4月15日 - 森本惇、日本の実業家、元伊予鉄グループ社長（* 1941年?）[209]
- 4月15日 - 加藤修司、日本の実業家、元日本アビオニクス副社長（* 1942年?）[210]
- 4月15日 - パトリック・アディアート、フィリピン出身のアメリカ合衆国の俳優、ダンサー（* 1942年）[211]
- 4月15日 - 森永博志、日本の編集者、作家（* 1950年）[212]
- 4月15日（訃報発表日） - ヤドヴィガ・ヤンコフスカ＝チェシラク（英語版、ポーランド語版）、ポーランドの女優（* 1951年）[213]
- 4月15日 - マーシャル・エドワーズ（英語版）、アメリカ合衆国の元プロ野球選手（* 1952年）[214]
- 4月15日 - 岸本周平、日本の政治家、第22代和歌山県知事、元衆議院議員【民主党・民進党・希望の党・旧国民民主党・国民民主党所属】、元財務官僚（* 1956年）[215]
- 4月15日 - マイク・デボード（英語版）、アメリカ合衆国の元アメリカンフットボール選手、指導者（* 1956年）[216]

## 16日 - 30日

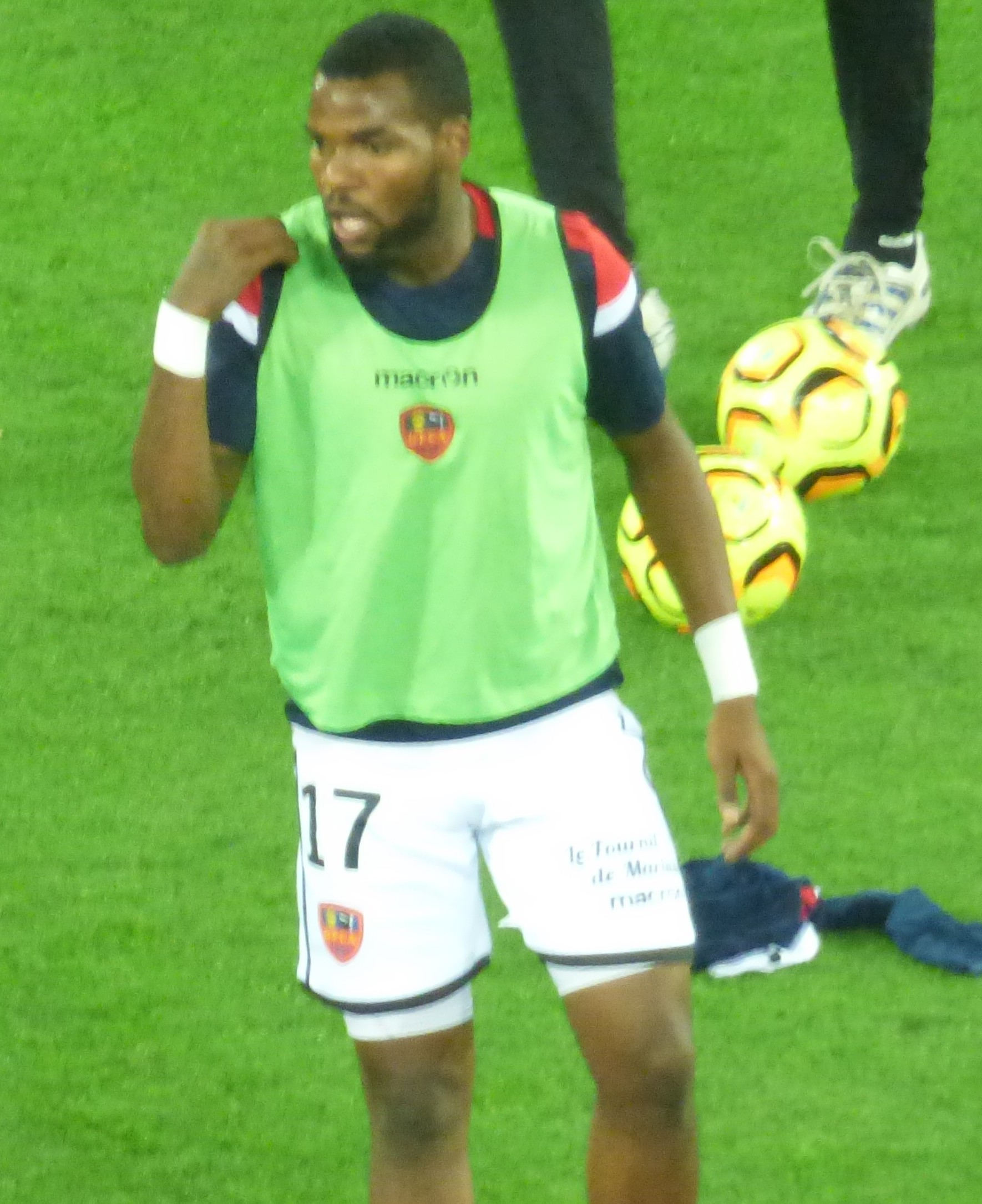
アーロン・ブペンザ／4月16日没

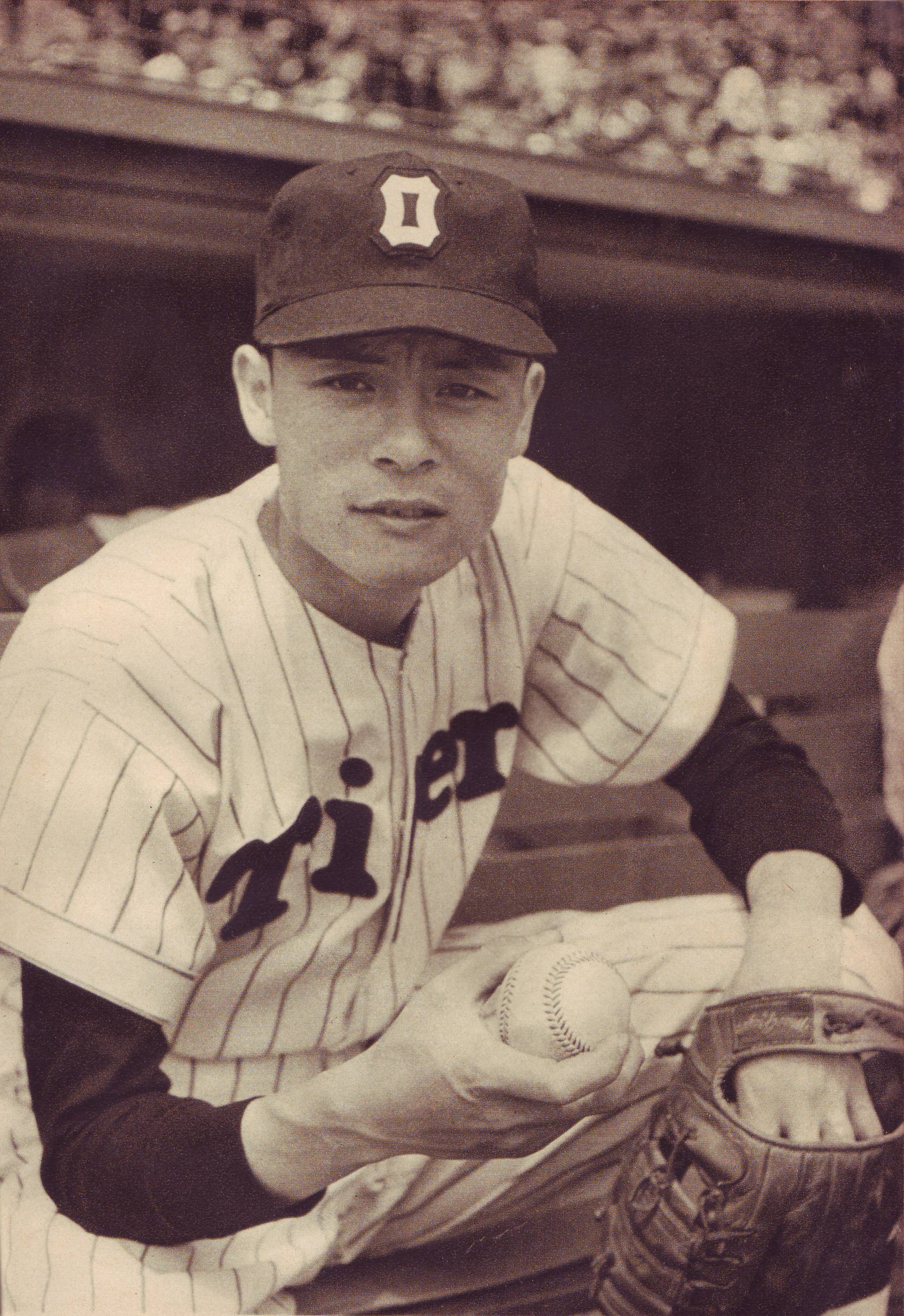
小山正明／4月18日没

岩倉博文／4月18日没

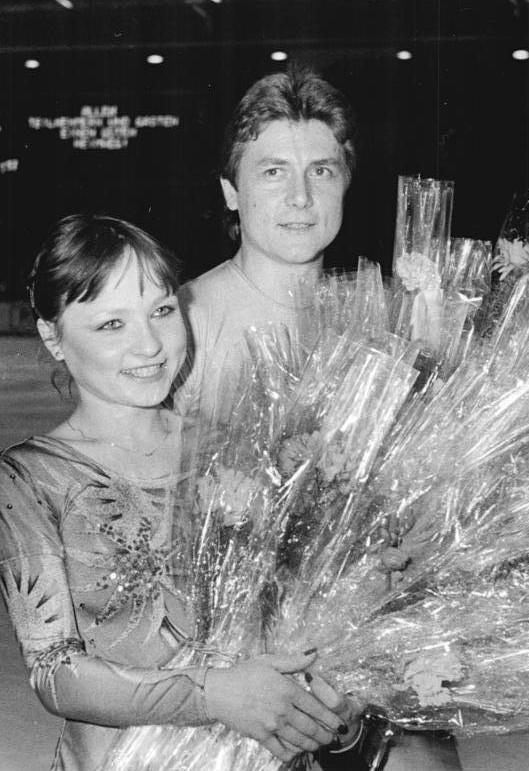
タシーロ・ティールバッハ（右）／4月19日没

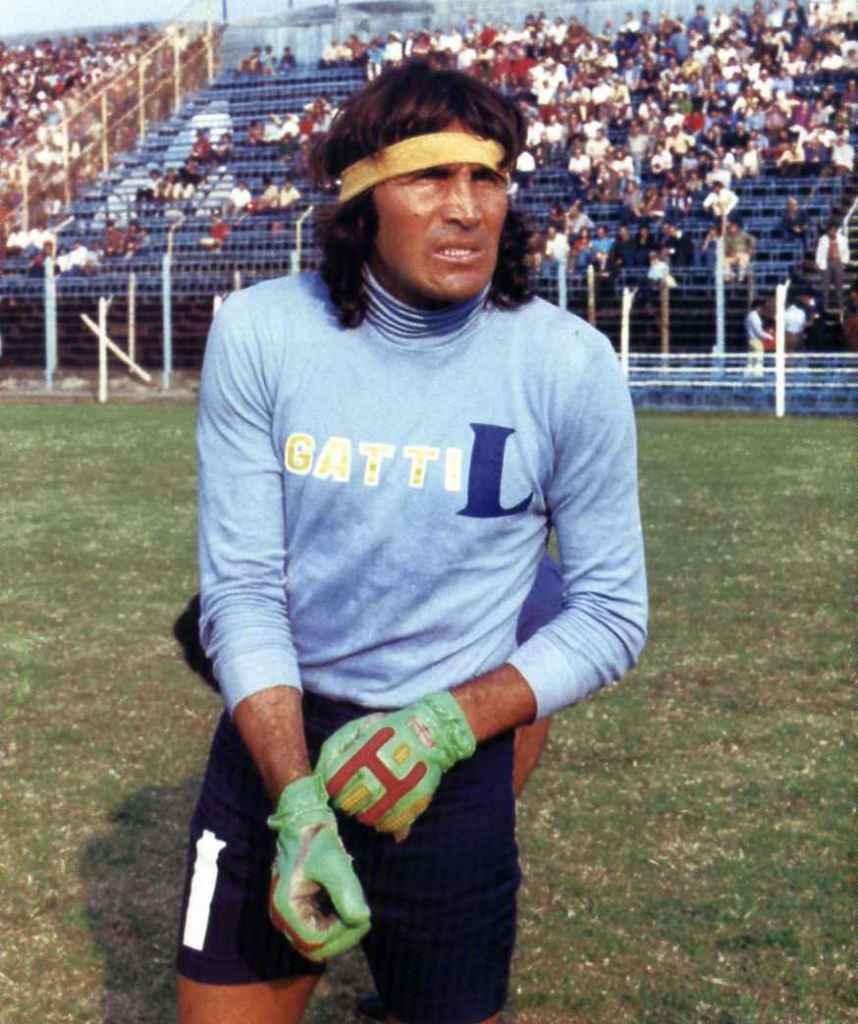
ウーゴ・オルランド・ガッティ／4月20日没

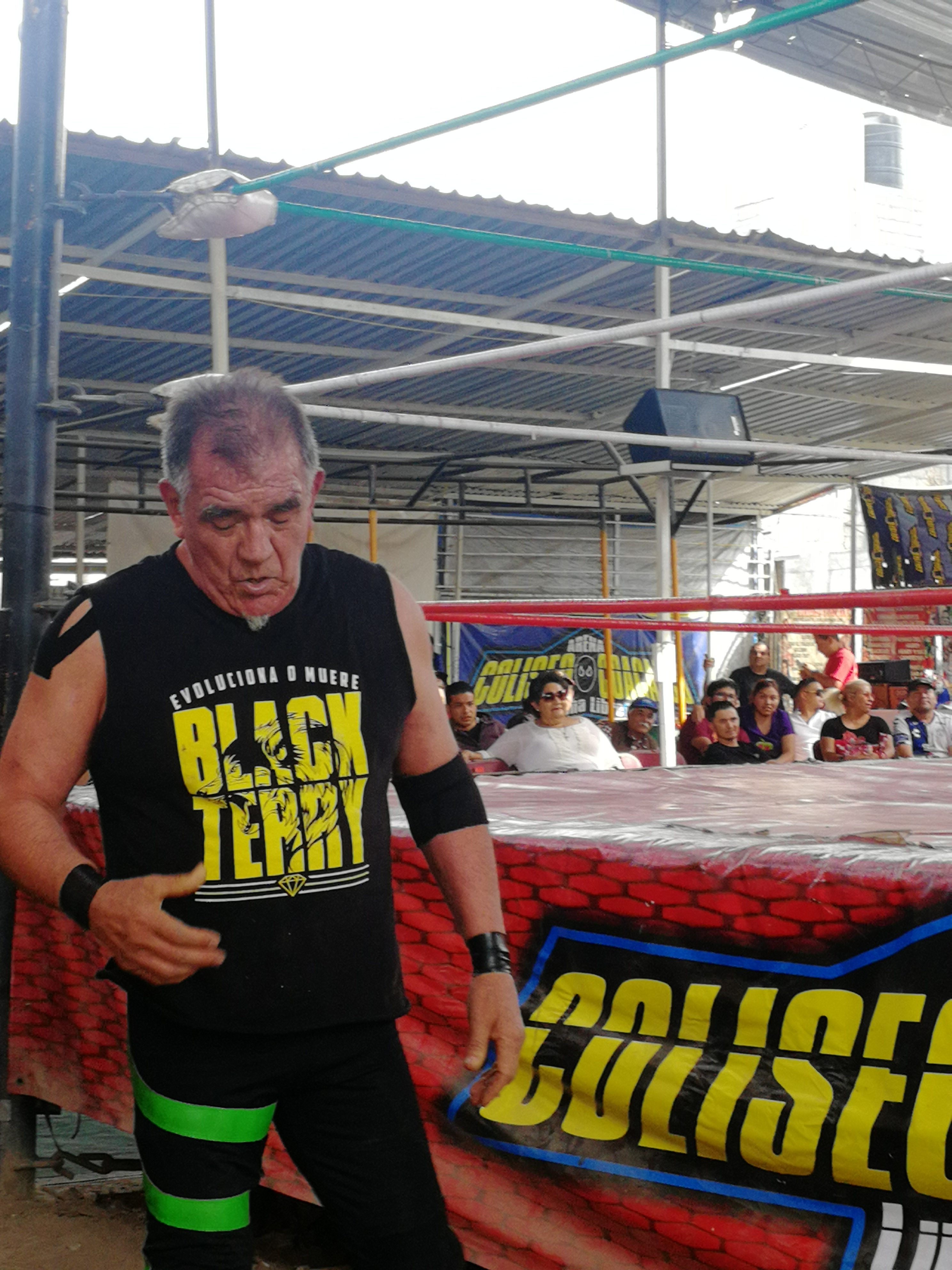
ブラック・テリー／4月20日没（訃報発表日）

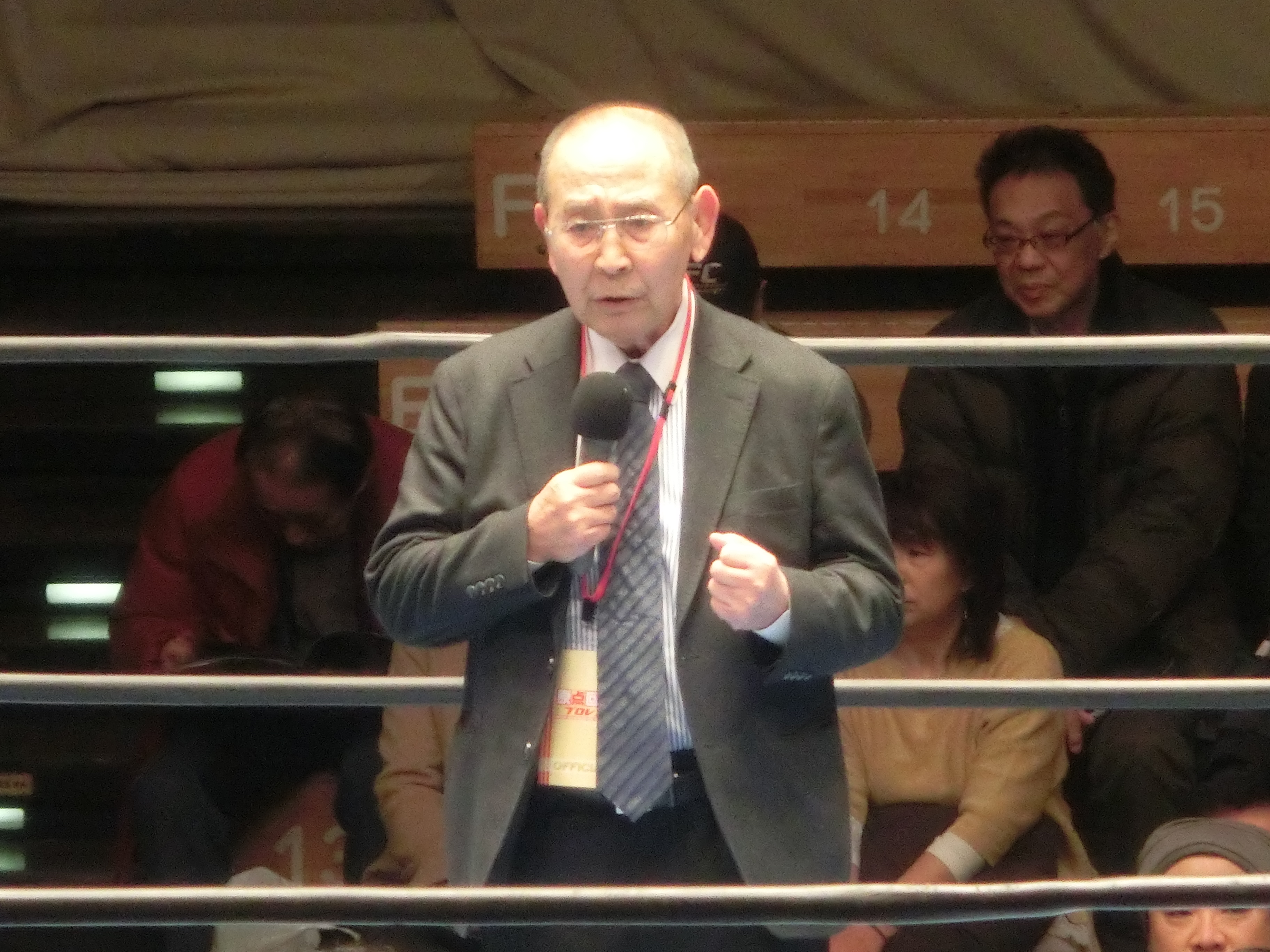
新間寿／4月21日没

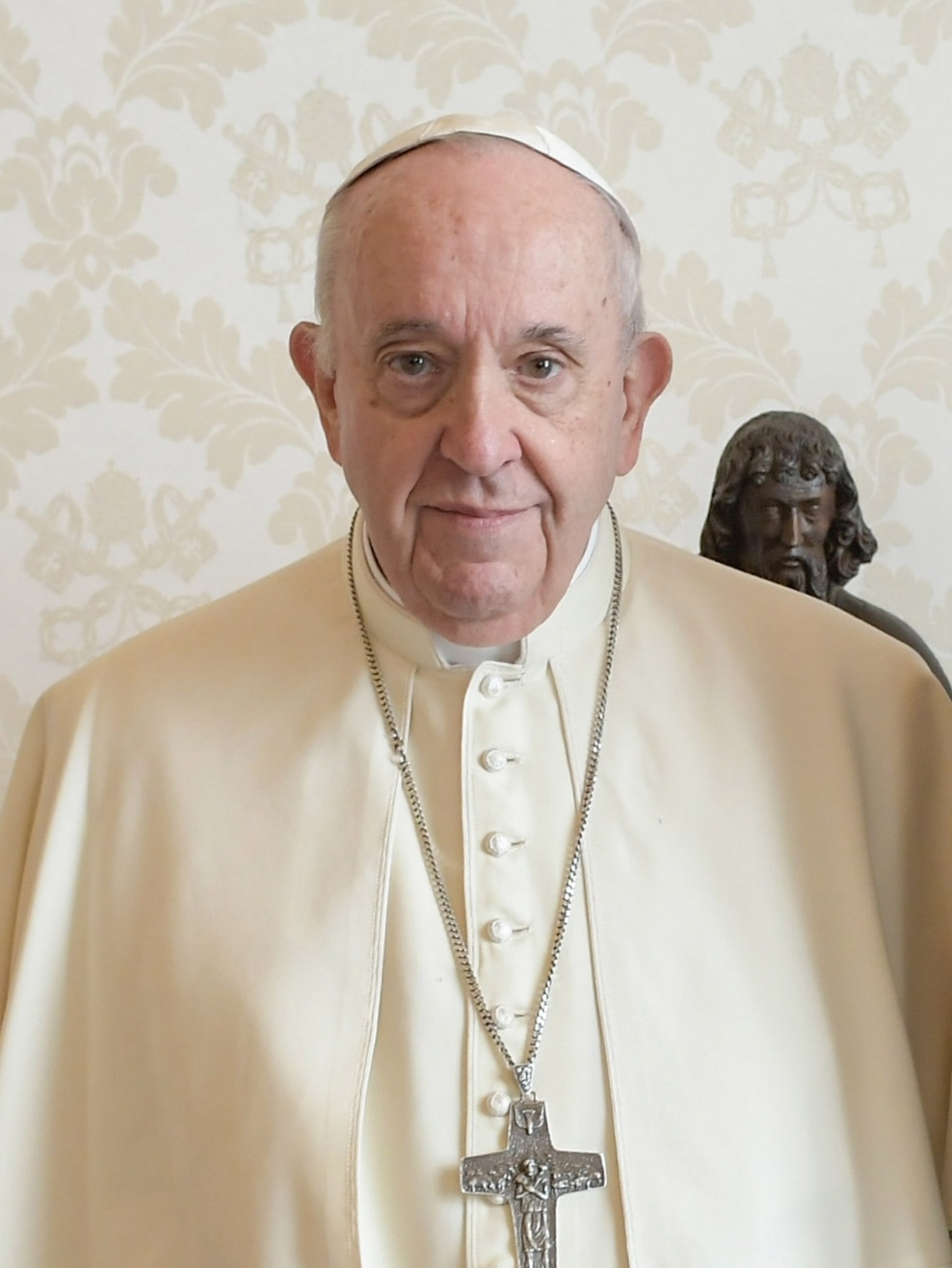
フランシスコ／4月21日没

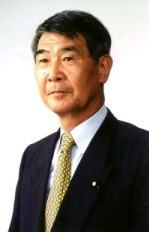
岩井國臣／4月21日没

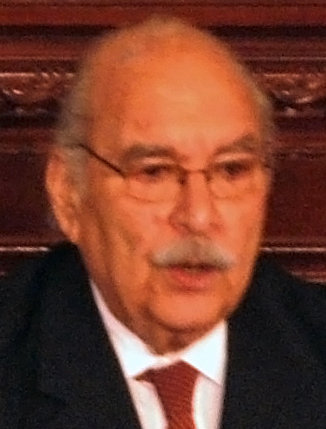
フアード・エル＝ムバザア／4月23日没

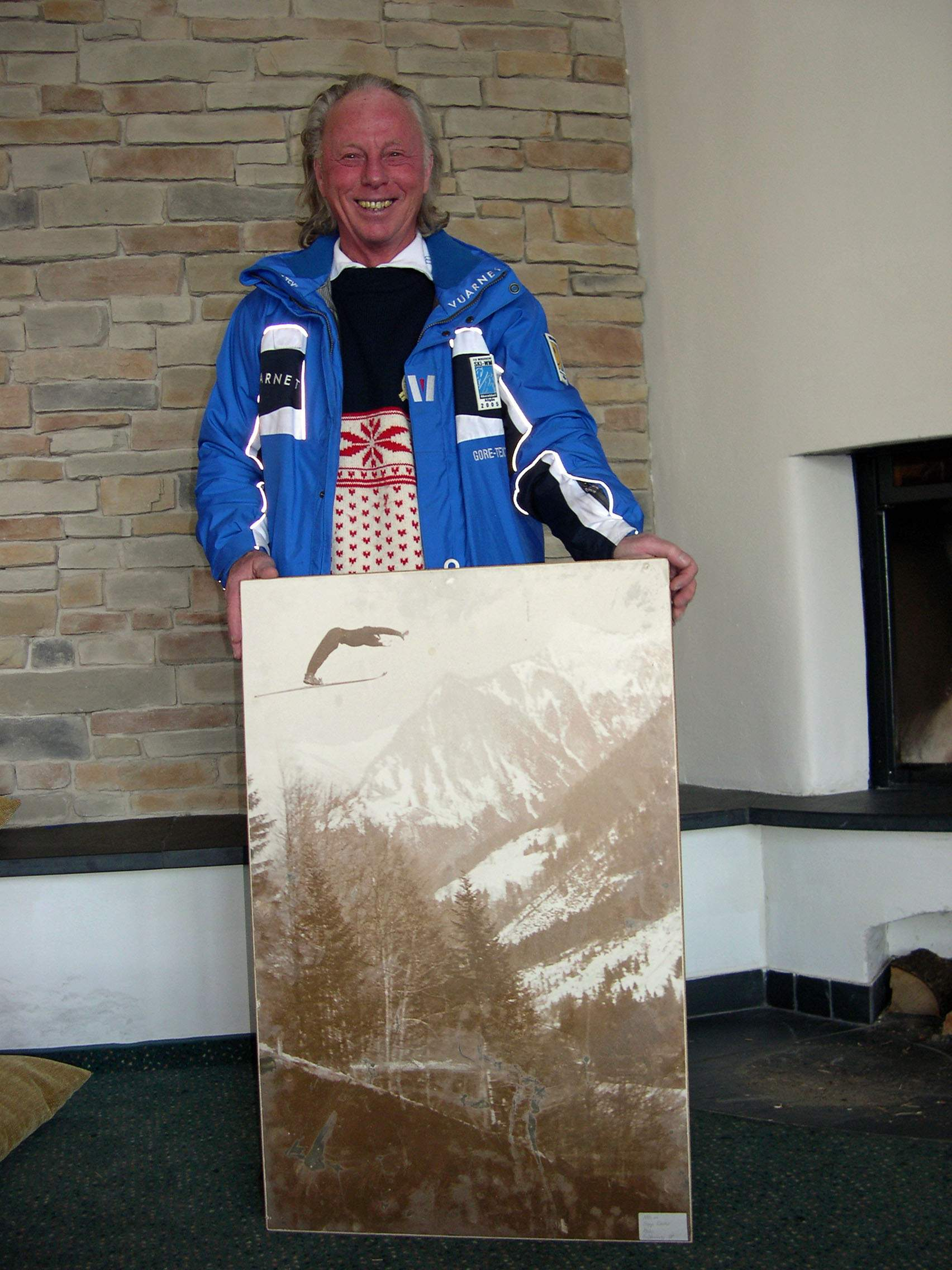
マックス・ボルカート／4月26日没

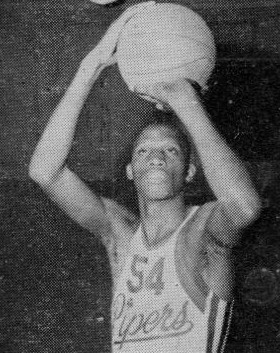
ディック・バーネット／4月27日没（訃報発表日）

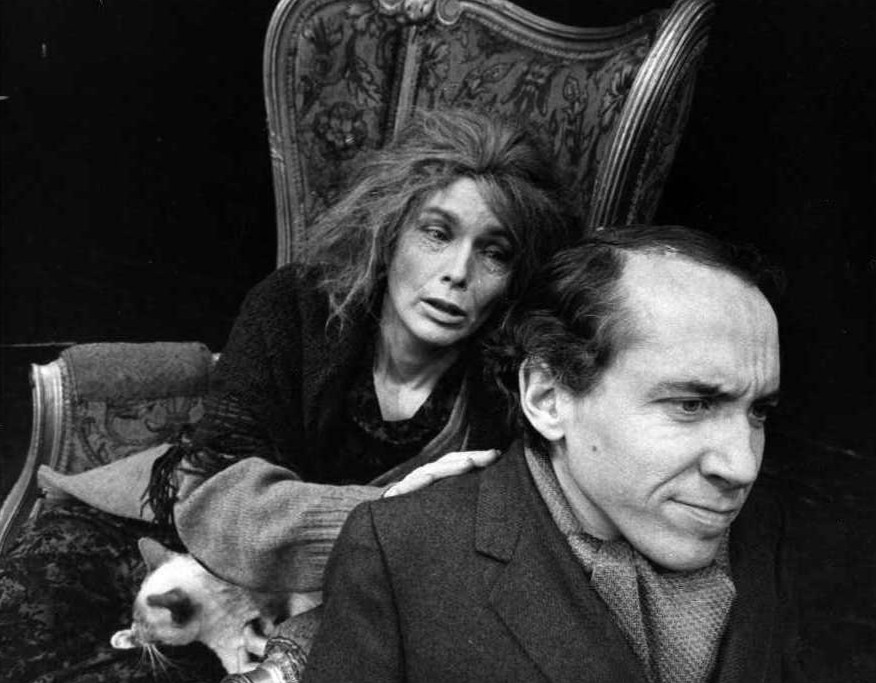
プリシラ・ポインター（後方）／4月28日没

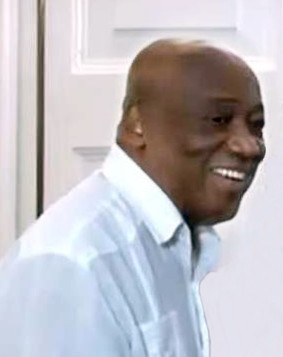
ユーレス・ヴェイデンボス／4月30日没

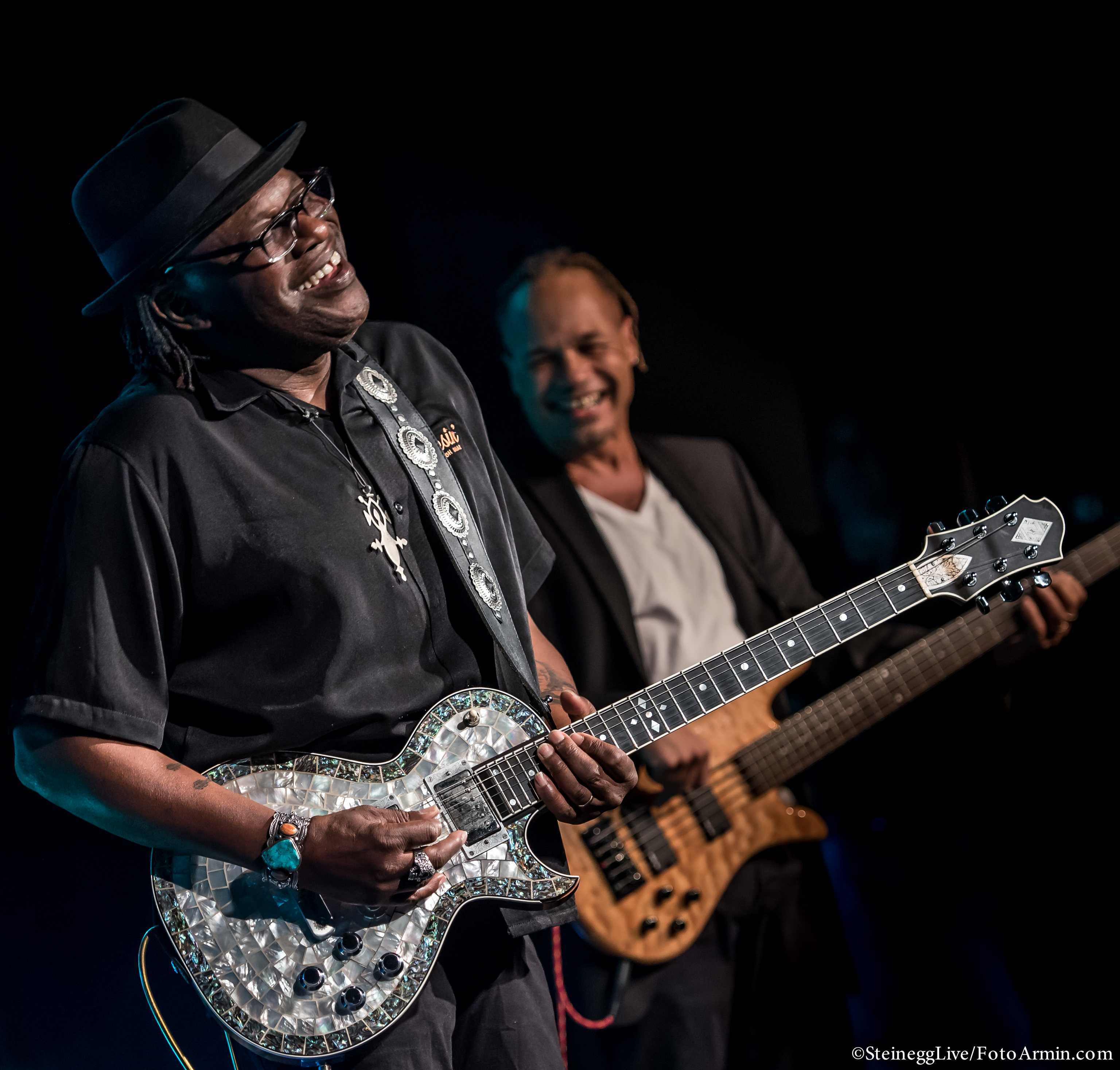
ジョー・ルイス・ウォーカー（左）／4月30日没

- 4月16日 - 越智正典、日本のアナウンサー、スポーツジャーナリスト、野球解説者（* 1928年）[217]
- 4月16日 - ジョアン・ジルバート（英語版）、アメリカ合衆国の女優（* 1932年）[218]
- 4月16日 - 古野喜政、日本の実業家、元毎日新聞社常務・西部本社代表（* 1936年?）[219]
- 4月16日 - 趙賛衡（朝鮮語版）、大韓民国の検察官、弁護士、政治家、元国会議員（* 1938年）[220]
- 4月16日（訃報発表日） - ケース・スミット（オランダ語版）、オランダの元プロサッカー選手（* 1940年）[221]
- 4月16日 - コンスタンチン・ケドロフ（英語版、ロシア語版）、ソビエト連邦、ロシアの詩人、哲学者、文学評論家（* 1942年）[222]
- 4月16日 - 久保浩、日本の歌手（* 1946年）[223]
- 4月16日 - キンモ・サシ（英語版、フィンランド語版）、フィンランドの弁護士、政治家、元対外貿易相・運輸通信相、元エドゥスクンタ議員（* 1952年）[224]
- 4月16日（訃報発表日） - ノーラ・オノール（英語版、タガログ語版、中央ビコル語版）、フィリピンの歌手、女優（* 1953年）[225]
- 4月16日 - ロジャー・マクラクラン（英語版）、ニュージーランド出身のオーストラリアのベーシスト、「リトル・リヴァー・バンド（英語版）」の元メンバー（* 1954年）[226]
- 4月16日（訃報発表日） - アルタク・グリャン（英語版、アルメニア語版）、ソビエト連邦、アルメニアの建築家、建築修復デザイナー、元エレバン国立大学・アルメニア国立建築建設大学（英語版）教員、元アルメニア・ソビエト社会主義共和国科学アカデミー研究員（* 1958年）[227]
- 4月16日 - ライアン・ナンナン（オランダ語版）、スリナムの機械工学者、外交官、駐フランス大使、元アントン・デ・コム大学（英語版）教員（* 1980年）[228]
- 4月16日 - ドウェイン・コリンズ（英語版）、アメリカ合衆国の元プロバスケットボール選手（* 1988年）[229]
- 4月16日 - アーロン・ブペンザ、ガボンのプロサッカー選手、元同国代表（* 1996年）[230][231]
- 4月16日 - ファーティマ・ハッスーナ（英語版、アラビア語版）、パレスチナ国のフォトジャーナリスト（* 1999年）[232]
- 4月17日 - リュボミル・シモヴィッチ（英語版、セルビア語版）、ユーゴスラビア、セルビアの詩人、劇作家、エッセイスト（* 1935年）[233]
- 4月17日 - ヤロミール・シュチェチナ（英語版、チェコ語版）、チェコスロバキア、チェコのジャーナリスト、編集者、探検家、政治家、元チェコ元老院議員、元欧州議会議員（* 1943年）[234]
- 4月17日 - 大河純夫、日本の民法学者、立命館大学名誉教授（* 1944年?）[235]
- 4月17日 - 中山博司、日本の政治家、元高知県佐川町長、元高知市議会議員・議長（* 1946年?）[236]
- 4月17日 - 許連捷（中国語版）、中華人民共和国の実業家、恒安国際集団共同創業者・董事局副主席、元全国政治協商会議委員、元中華全国工商業連合会（中国語版）副主席、元福建省工商業連合会副主席（* 1953年）[237]
- 4月17日 - ペーター・アブリンガー、オーストリアのアバンギャルドの作曲家（* 1959年）[238]
- 4月17日 - ヌーノ・ゲレイロ（ポルトガル語版）、ポルトガルの歌手、「アラ・ドス・ナモラドス（英語版）」のメンバー（* 1972年）[239]
- 4月17日 - ジョー・トンプソン（英語版）、イギリスの元プロサッカー選手（* 1989年）[240]
- 4月18日 - 大城政子、日本の琉球舞踊家、大城流寿乃会宗家、重要無形文化財保持者（* 1929年?）[241]
- 4月18日 - 林清、日本の政治家、元北海道更別村長（* 1934年?）[242]
- 4月18日 - 小山正明、日本の元プロ野球選手【大阪タイガース・阪神タイガース・東京オリオンズ・ロッテオリオンズ・大洋ホエールズ所属】、指導者、野球解説者（* 1934年）[243]
- 4月18日 - 大石清夫、日本の実業家、元中部日本放送常務（* 1935年?）[244]
- 4月18日 - 山口崇、日本の俳優、テレビ司会者（* 1936年）[245]
- 4月18日 - 関根利三郎、日本の実業家、新邦工業取締役会長（* 1937年?）[246]
- 4月18日 - ラーシュ・グンナル・リー（英語版、ノルウェー語 (ニーノシュク)版）、ノルウェーの政治家、元運輸通信相、元ストーティング議員、元フェルデ（英語版）市長（* 1938年）[247]
- 4月18日 - ダミアン・トーマス（英語版）、イギリスの俳優（* 1942年）[248][249]
- 4月18日 - レイ・H・ボーマン（英語版）、アメリカ合衆国の化学者、ナノテクノロジスト、元テキサス大学ダラス校教員（* 1943年）[250]
- 4月18日 - クリスチャーヌ・ブランネ（英語版、フランス語版）、スイスの弁護士、フェミニスト、労働運動家、政治家、元国民議会・全州議会議員、元ジュネーヴ州議会議員、元スイス社会党党首、元スイス労働組合連盟（英語版）共同会長（* 1947年）[251]
- 4月18日 - クローダ・ロジャーズ（英語版）、イギリスの歌手（* 1947年）[252]
- 4月18日（訃報発表日） - ジュリエッタ・セニー（英語版、ルーマニア語版）、ルーマニアの女優（* 1949年）[253]
- 4月18日 - 岩倉博文、日本の政治家、第6代北海道苫小牧市長、元衆議院議員【自由民主党所属】（* 1950年）[254]
- 4月18日 - ニコラ・ポクリヴァッチ（英語版、クロアチア語版）、クロアチアのサッカー選手、元同国代表（* 1985年）[255]
- 4月18日 - 保坂則之、日本の実業家、ショーボンドホールディングス常勤監査等委員・取締役（* 生年不明）[256]
- 4月19日 - 佐藤嘉明、日本の政治家、元山梨県勝沼町長（* 1928年?）[257]
- 4月19日 - 松本克己、日本の言語学者、金沢大学・静岡県立大学名誉教授、元日本言語学会会長（* 1929年）[258]
- 4月19日（訃報発表日） - ジェフ・メウィス（英語版、オランダ語版）、ベルギーの元フリースタイルレスラー、1956年オリンピック銀メダリスト（* 1931年）[259]
- 4月19日 - ギー・ユレンス（英語版、オランダ語版）、ベルギーの貴族、実業家、慈善家、蒐集家（* 1935年）[260]
- 4月19日（訃報発表日） - ジャック・カマット（英語版、フランス語版）、フランスの哲学者、作家、政治活動家（* 1935年）[261]
- 4月19日または4月20日 - アブ・ヘルデルマンス（英語版、オランダ語版）、オランダの元ロードサイクリスト、指導者（* 1935年）[262]
- 4月19日 - 納谷聖司、日本のプロサッカークラブ後援会幹部、清水エスパルス後援会専務理事（* 1939年?）[263]
- 4月19日 - バリー・ホーバン（英語版）、イギリスの元ロードサイクリスト（* 1940年）[264]
- 4月19日 - 相澤武、日本の航空自衛官、元防衛大学校教官（* 1940年）[265]
- 4月19日 - 宮崎欽司、日本の政治家、元徳島県小松島市議会議員・議長（* 1941年?）[266]
- 4月19日 - ジェイ・シーゲル（英語版）、アメリカ合衆国のプロゴルファー（* 1943年）[267]
- 4月19日（訃報発表日） - ニワット・シーサワット（英語版、タイ語版）、タイの元サッカー選手、元同国代表（* 1947年）[268]
- 4月19日 - 上原昌之、日本の政治家、元沖縄県与那原町議会議員（* 1954年）[269]
- 4月19日 - タシーロ・ティールバッハ、東ドイツ、ドイツの元フィギュアスケーター、指導者、諜報員【シュタージ所属】（* 1956年）[270]
- 4月19日 - 中卒、日本のボーカリスト、「死ね死ね団」のメンバー（* 生年不明）[271]
- 4月20日 - 高下マサヲ、日本のスーパーセンテナリアン（* 1913年?）[272]
- 4月20日 - ジェレミー・バーンスタイン（英語版）、アメリカ合衆国の理論物理学者、科学作家、登山家、スティーブンス工科大学名誉教授、アスペン物理学研究所名誉評議員、元プリンストン大学・ニューヨーク大学教員（* 1929年）[273]
- 4月20日 - マリヤ・シュビナ（英語版、ロシア語版）、ソビエト連邦、ロシアの元カヌースプリント選手、1960年オリンピック金メダリスト（* 1930年）[274]
- 4月20日 - 八柳和夫、日本の教育者、元山形養護学校校長、元日本聖公会東北教区会信徒代議員（* 1930年?）[275][276]
- 4月20日 - 玉那覇有紀、日本の実業家、建築士、玉那覇味噌醤油会長、元沖縄県建築士会会長、元沖縄県テニス協会会長（* 1935年?）[277]
- 4月20日 - 渡辺豊和、日本の建築家（* 1938年）[278]
- 4月20日 - 金賛鎮（朝鮮語版）、大韓民国の弁護士、政治家、元国会議員（* 1941年）[279]
- 4月20日 - ボブ・フィルナー（英語版）、アメリカ合衆国の政治家、元下院議員、元サンディエゴ市長、元サンディエゴ市議会議員（* 1942年）[280]
- 4月20日 - ウーゴ・オルランド・ガッティ、アルゼンチンの元サッカー選手、元同国代表（* 1944年）[281]
- 4月20日 - 村田白葉、日本の書家、産経国際書会副理事長（* 1947年?）[282]
- 4月20日 - ヴェルナー・ローラント（英語版、ドイツ語版）、ドイツの元サッカー選手、指導者（* 1948年）[283]
- 4月20日 - 鄭順民（中国語版）、中華人民共和国の武装警察官、政治家、中国人民武装警察部隊少将、元全国人民代表大会代表、元中国人民武装警察部隊四川省総隊政治部主任・政治委員、元中国人民武装警察部隊福建省総隊・交通指揮部政治委員、元中国共産党全国代表大会代表（* 1949年）[284]
- 4月20日 - クリスティーナ・ブアルケ（英語版、ポルトガル語版）、ブラジルの歌手（* 1950年）[285]
- 4月20日 - 近藤龍洋、日本の漁業協同組合幹部、釧路市漁業協同組合長（* 1951年?）[286]
- 4月20日（訃報発表日） - ブラック・テリー（エステバン・マレス・カスタニェダ）、メキシコのプロレスラー（* 1952年）[287]
- 4月20日 - チト・マルティネス（英語版）、ベリーズ出身のアメリカ合衆国の元プロ野球選手（* 1965年）[288]
- 4月21日 - 藤枝秀之助、日本のセンテナリアン（* 1915年?）[289]
- 4月21日 - ハーバート・J・ガンズ、ドイツ出身のアメリカ合衆国の社会学者、元コロンビア大学教授（* 1927年）[290]
- 4月21日 - 郭鶴桐（中国語版）、中華人民共和国の電気化学者、元天津大学教授（* 1930年）[291]
- 4月21日 - ウィル・ハッチンス（英語版）、アメリカ合衆国の俳優（* 1930年）[292]
- 4月21日 - ヨハンナ・マッツ（英語版、ドイツ語版）、オーストリアの女優（* 1932年）[293]
- 4月21日 - ジェラード・ケネディ（英語版）、オーストラリアの俳優（* 1932年）[294]
- 4月21日 - 新間寿、日本の実業家、プロレスエグゼクティブ・マネージャー、UWF共同創設者、元新日本プロレス専務取締役・営業本部長、元WWF会長（* 1935年）[295]
- 4月21日 - フランシスコ、アルゼンチンのカトリック教会の聖職者、第266代ローマ教皇、元ブエノスアイレス大司教区大司教（* 1936年）[296][297]
- 4月21日 - 岩井國臣、日本の建設官僚、政治家、元国土交通副大臣、元参議院議員【自由民主党所属】、元建設省中国地方建設局長・河川局長（* 1938年）[298]
- 4月21日 - 高山俊隆、日本の実業家、元三和ホールディングス社長（* 1939年）[299]
- 4月21日（訃報発表日） - 辛炳圭（清田次郎）、日本の指定暴力団幹部、稲川会総裁（* 1940年）[300]
- 4月21日 - 古郡隆弘、日本の生物学者、高知大学名誉教授（* 1940年?）[301]
- 4月21日 - 岡田紀明、日本の高校野球指導者、元高松商業高等学校野球部監督（* 1940年?）[302]
- 4月21日 - 荒川誠司、日本の弁護士、いばらき被害者支援センター理事長、元茨城県弁護士会会長（* 1953年）[303]
- 4月22日 - 金斗鉉、大韓民国の裁判官、弁護士、政治家、元国会議員、元大韓弁護士協会（朝鮮語版）会長（* 1926年）[304]
- 4月22日 - ズラブ・ツェレテリ（英語版、グルジア語版、ロシア語版）、ソビエト連邦、ジョージア、ロシアの彫刻家、画家、建築家、美術教育者、政治家、ロシア芸術アカデミー（英語版）総裁、モスクワ近代美術館（英語版）館長、元ジョージア議会議員、元トビリシ国立芸術アカデミー（英語版）教授（* 1934年）[305]
- 4月22日 - 細山田明義、日本の麻酔科医、麻酔科学者、昭和医科大学名誉教授・元学長（* 1934年?）[306]
- 4月22日 - 藤本和貴夫、日本の歴史学者、大阪大学名誉教授、元大阪経済法科大学学長（* 1938年）[307]
- 4月22日 - リュイス・プレナフェータ（スペイン語版、カタルーニャ語版）、スペインの実業家、政治家、元カタルーニャ州首相府事務総長（* 1939年）[308]
- 4月22日 - ヴァランタン＝イヴ・ムディンベ（英語版、フランス語版）、コンゴ民主共和国の哲学者、詩人、小説家、文学評論家、元スタンフォード大学・デューク大学・ハバフォード大学教員（* 1941年）[309]
- 4月22日 - 蔡永常（中国語版）、中華民国（台湾）の黒社会幹部、政治家、元国民大会代表、元雲林県議会議員、元口湖郷長、元北港朝天宮董事長（* 1950年）[310]
- 4月22日または4月23日 - エドウィン・ル・エロン（フランス語版）、フランスの経済学者、ボルドー政治学院教授（* 1956年）[311]
- 4月22日 - ラー・パーク＝リンカーン（英語版）、アメリカ合衆国の女優（* 1961年）[312]
- 4月22日 - エリック・ルース（英語版、エストニア語版）、ソビエト連邦、エストニアの俳優（* 1962年）[313]
- 4月22日（遺体発見日） - アレクサンドラ・フレーリッヒ（英語版、ドイツ語版）、ドイツの小説家、ジャーナリスト（* 1966年?）[314]
- 4月22日 - 姜地龍（朝鮮語版）、大韓民国の元サッカー選手、元同国U20代表（* 1989年）[315]
- 4月23日 - 李錦全（中国語版）、中華人民共和国の哲学者、哲学史家、中山大学教授（* 1926年）[316]
- 4月23日 - ヴァルトラウト・ハース（英語版、ドイツ語版）、オーストリアの女優（* 1927年）[317]
- 4月23日 - 温俊峰（中国語版）、中華人民共和国の航空工学者、航空用エンジン設計者、煙台大学教授（* 1929年）[318]
- 4月23日 - 井上俊弥、日本の実業家、元札幌学院大学理事長（* 1930年?）[319]
- 4月23日 - フアード・エル＝ムバザア、チュニジアの独立運動家、外交官、政治家、元大統領代行、元代議院（英語版）議員・議長、元青年スポーツ相・公共衛生相・文化情報相、元チュニス県知事、元チュニス・カルタージ（英語版）市長、元駐モロッコ大使、元駐国際連合ジュネーブ事務局常任代表（* 1933年）[320]
- 4月23日 - ウジェーヌ・コフィ・アドボリ（英語版、フランス語版、エウェ語版）、トーゴの政治家、元首相、元国際連合貿易開発会議職員（* 1934年）[321]
- 4月23日 - トム・ブラウン（英語版）、アメリカ合衆国の元プロアメリカンフットボール・野球選手（* 1940年）[322]
- 4月23日 - デイヴィッド・トーマス（英語版）、アメリカ合衆国の歌手、「ペル・ウブ」のメンバー、元「ロケット・フロム・ザ・トゥームズ（英語版）」のメンバー（* 1953年）[323]
- 4月23日 - スティーヴ・マクマイケル（英語版）、アメリカ合衆国の元プロアメリカンフットボール選手、指導者、元プロレスラー（* 1957年）[324]
- 4月23日 - ジョニー・ブール（英語版、オランダ語版）、オランダのシェフ（* 1965年）[325]
- 4月23日 - 大宮エリー、日本の画家、作家、映画監督、脚本家、演出家、CMディレクター、ラジオパーソナリティ、コメンテーター、エッセイスト（* 1975年）[326]
- 4月24日 - 山元文子、日本の画家、元沖縄女流美術家協会副会長（* 1921年?）[327]
- 4月24日 - 入江杏子、日本の女優（* 1927年）[328]
- 4月24日 - フリッツ・バウムバッハ（英語版、ドイツ語版）、東ドイツ、ドイツの弁理士、チェスプレーヤー、指導者、グランドマスター（* 1935年）[329]
- 4月24日（訃報発表日） - ダニエラ・カネワ、ブルガリアのジャーナリスト（* 1937年）[330]
- 4月24日 - 阪口徳雄、日本の弁護士（* 1942年）[331]
- 4月24日 - 和久田正明、日本の脚本家、小説家（* 1945年）[332]
- 4月24日（訃報発表日） - 佐々木勝一、日本の福祉学者、神戸女子大学教授（* 1955年）[333]
- 4月24日 - ロブ・ホランド（英語版）、アメリカ合衆国の曲技飛行士（* 1974年）[334]
- 4月24日（訃報発表日） - 久保田一水、日本の地方公務員、元高知県土木部長（* 生年不明）[335]
- 4月24日 - 久我有加、日本のBL小説家（* 生年不明）[336]
- 4月25日 - 上川原紀人、日本の歌人（* 1929年?）[337]
- 4月25日 - 早坂昭光、日本の地方公務員、元北海道小樽市助役（* 1932年?）[338]
- 4月25日 - 山本一元、日本の実業家、元旭化成工業社長（* 1933年）[339]
- 4月25日 - 呉桂賢、中華人民共和国の政治家、元国務院副総理、元中国共産党中央政治局候補委員・中央委員会委員・陝西省委員会副書記（* 1938年）[340]
- 4月25日 - クリシュナスワーミ・カストゥーリランガン（英語版、マラヤーラム語版、タミル語版）、インドの宇宙科学者、政治家、元ラージヤ・サバー議員、元インド宇宙研究機関議長、元ジャワハルラール・ネルー大学学長、元国立高等研究所（英語版）所長、元政府計画委員会（英語版）委員、元カルナータカ州知識委員会委員長（* 1940年）[341]
- 4月25日 - J・C・スニード（英語版）、アメリカ合衆国のプロゴルファー、元プロ野球選手（* 1940年）[342]
- 4月25日 - アレクシス・ハーマン（英語版）、アメリカ合衆国の労働官僚、政治家、元労働長官、元女性局（英語版）・ホワイトハウス公共連絡局（英語版）長、元民主党全国委員会副委員長（* 1947年）[343]
- 4月25日 - ノエル・ミンガ（フランス語版）、コンゴ共和国の元サッカー選手、指導者、元同国代表（* 1947年）[344]
- 4月25日 - 井垣理太郎、日本の実業家、元高砂香料工業社長（* 1947年?）[345]
- 4月25日 - 兼嶋麗子、日本のメゾソプラノ、声楽家（* 1948年）[346]
- 4月25日 - 玉城邦治、日本の不動産鑑定士、元沖縄県不動産鑑定士協会会長（* 1949年?）[347]
- 4月25日 - ウォルト・ジョケッティ（英語版）、アメリカ合衆国のプロ野球球団幹部、シンシナティ・レッズ特別顧問、元セントルイス・カージナルス・シンシナティ・レッズゼネラルマネージャー（* 1951年）[348]
- 4月25日 - 金鈗錫（朝鮮語版）、大韓民国の地方公務員、元光州広域市政務副市長・経済副市長（* 1953年）[349]
- 4月25日 - 岡村隆志、日本の実業家、空手家、プロレスラー、指導者、岡村道場代表師範、元闘龍門JAPAN・ドラゴンゲート社長（* 1964年）[350]
- 4月25日 - ヤロスラフ・モスカリク（英語版、ロシア語版）、ロシアの軍人、ロシア連邦軍中将、ロシア連邦軍参謀本部作戦総局副局長（* 1966年）[351]
- 4月25日 - ヴァージニア・ジュフリー、アメリカ合衆国、オーストラリアの性犯罪被害者、告発者（* 1983年）[352]
- 4月26日 - 林おかぎ、日本のスーパーセンテナリアン、同国最高齢者（* 1909年）[353]
- 4月26日 - 段毓華（中国語版）、中華人民共和国の政治家、元全国人民代表大会代表、元雲南省人民代表大会常務委員会玉渓地区工作委員会主任、元玉渓県革命委員会主任、元澄江県革命委員会副主任、元玉渓地区行政公署副専員、元中国共産党華寧県盤渓区委員会・元江県委員会・玉渓県委員会・思茅地区委員会・玉渓地区委員会書記、元中国共産党澄江県委員会・思茅地区委員会副書記（* 1929年）[354]
- 4月26日 - マックス・ボルカート、ドイツの元スキージャンプ選手（* 1932年）[355]
- 4月26日（訃報発表日） - ミケーレ・ディ・ルベルト（英語版、イタリア語版）、イタリアのカトリック教会の聖職者、ビッカリ名義大司教（* 1934年）[356]
- 4月26日 - 児玉幸治、日本の通商産業官僚、元通商産業事務次官、元商工組合中央金庫理事長（* 1934年）[357]
- 4月26日 - 楊国慶（中国語版）、中華人民共和国の医師、政治家、元全国人民代表大会常務委員会委員、元中国共産党全国代表大会代表、元中華全国台湾同胞聯誼会（中国語版）会長、元中華全国帰国華僑連合会（中国語版）副主席、元全国政治協商会議委員、元北京市僑務弁公室主任（* 1936年）[358]
- 4月26日 - アンディ・ベイ（英語版）、アメリカ合衆国のジャズ歌手、ピアニスト（* 1939年）[359]
- 4月26日 - ジャイール・ダ・コスタ（英語版、ポルトガル語版）、ブラジルの元サッカー選手、元同国代表（* 1940年）[360]
- 4月26日 - 車多壽郎、日本の実業家、車多酒造会長・元社長、元白山市選挙管理委員会委員長（* 1940年?）[361]
- 4月26日 - ジョゼ・カルロス（英語版、ポルトガル語版）、ポルトガルの元サッカー選手、指導者、元同国代表（* 1941年）[362]
- 4月26日（訃報発表日） - ドナート・ジュリアーニ（英語版、イタリア語版）、イタリアの元ロードサイクリスト、指導者（* 1946年）[363]
- 4月26日 - 角和夫、日本の実業家、元阪急阪神ホールディングス会長、元阪急電鉄・阪急ホールディングス社長、元関西経済連合会副会長（* 1949年）[364]
- 4月26日 - ヴィクター・ハリス、アメリカ合衆国の元プロ野球選手（* 1950年）[365]
- 4月26日 - 三橋遵、日本の染色家、京都市立芸術大学名誉教授（* 1954年）[366]
- 4月26日 - 井上博明、日本の高校バレーボール指導者、西彼杵高等学校バレーボール部外部監督、元九州文化学園高等学校バレーボール部監督（* 1957年?）[367]
- 4月26日 - 修剛、中華人民共和国の日本語学者、元天津外国語大学学長（* 1957年）[368]
- 4月27日 - 陳全忠（中国語版）、中華人民共和国の武術家、陳家太極拳伝承者・師範（* 1925年）[369]
- 4月27日 - コーラ・スー・コリンズ（英語版）、アメリカ合衆国の女優（* 1927年）[370]
- 4月27日 - 杉田稔、日本の政治家、元北海道陸別町長（* 1930年?）[371]
- 4月27日 - ローラント・デスワーネ（オランダ語版）、ベルギーの政治家、元代議院議員、元フランデレン地域議会議員、元オースト＝フランデレン州議会議員、元ロークリスティ（英語版）市議会議員（* 1934年）[372]
- 4月27日（訃報発表日） - ディック・バーネット、アメリカ合衆国の元プロバスケットボール選手（* 1936年）[373]
- 4月27日 - ケン・ハンコック（英語版）、イギリスの元サッカー選手、指導者（* 1937年）[374]
- 4月27日 - 祝銘山（中国語版）、中華人民共和国の裁判官、政治家、元最高人民法院副院長・審判委員会委員、元全国人民代表大会常務委員会委員、元中国共産党全国代表大会代表（* 1937年）[375]
- 4月27日 - 佐藤一彦、日本の掘削工学者、資源開発工学者、室蘭工業大学名誉教授・元学長（* 1942年）[376]
- 4月27日 - 沖田卓雄、日本の食物学者、栄養学者、福岡教育大学名誉教授（* 1948年?）[377]
- 4月27日（訃報発表日） - スタン・ラヴ（英語版）、アメリカ合衆国の元プロバスケットボール選手（* 1949年）[378]
- 4月27日 - 尹中卿（中国語版）、中華人民共和国の政治家、元全国人民代表大会常務委員会委員・弁公庁（中国語版）研究室主任（* 1959年）[379]
- 4月27日 - カン・ソギョン（朝鮮語版）、大韓民国の画家、ビジュアルアーティスト、梨花女子大学校教授（* 1977年）[380]
- 4月27日 - ジグリー・カリエンテ（英語版）（ビアンカ・カストロ）、フィリピン出身のアメリカ合衆国のドラァグクイーン、女優（* 1980年）[381]
- 4月28日 - プリシラ・ポインター、アメリカ合衆国の女優（* 1924年）[382]
- 4月28日 - ジェーン・ガーダム（英語版）、イギリスの小説家、児童文学作家（* 1928年）[383]
- 4月28日 - 西澤脩、日本の会計学者、物流学者、早稲田大学名誉教授（* 1930年）[384]
- 4月28日 - アルヴォ・アールト（英語版、フィンランド語版）、フィンランドの政治家、元労働相、元フィンランド共産党書記長・議長（* 1932年）[385]
- 4月28日（訃報発表日） - ブレンダン・コミスキー（英語版）、アイルランドのカトリック教会の聖職者、元ファーンズ（英語版）教区司教（* 1935年）[386]
- 4月28日 - シャージ・N・カルン（英語版、マラヤーラム語版）、インドの映画監督、撮影監督（* 1952年）[387]
- 4月28日 - マイク・ピーターズ（英語版、ウェールズ語版）、イギリスのミュージシャン、「アラーム」のメンバー（* 1959年）[388]
- 4月28日 - ブライアン・モンタナ（英語版）、アメリカ合衆国のギタリスト、「ポゼスト」の元メンバー（* 1964年?）[389]
- 4月29日 - モハーチ・フェレンツ（英語版、ハンガリー語版）、ハンガリーの元カヌースプリント・サッカー・射撃・モーターボート競走選手、1956年オリンピック銅メダリスト（* 1929年）[390][391]
- 4月29日 - デイヴィッド・ホロウィッツ（英語版）、アメリカ合衆国の作家、政治活動家、反イスラーム主義活動家、デイヴィッド・ホロウィッツ・フリーダム・センター（英語版）共同創設者（* 1939年）[392]
- 4月29日 - デイヴィッド・トレイシー（英語版）、アメリカ合衆国のカトリック神学者、元シカゴ大学教授、元アメリカカトリック大学（英語版）教員（* 1939年）[393]
- 4月29日 - 村井武治、日本の教育者、元南郷高等学校校長、元青森県自転車競技連盟会長（* 1940年?）[394]
- 4月29日 - 中村宏之、日本の元三段跳選手、短距離走指導者、北海道ハイテクノロジーアスリートクラブ創設者・元監督、元恵庭北高等学校・中標津高等学校教員（* 1945年）[395]
- 4月29日 - ヴァレリウ・タバラ（英語版、ルーマニア語版）、ルーマニアの農学者、政治家、元農業相・農業農村開発相（ルーマニア語版）、元代議院議員、元ルーマニア民族統一党党首、元バナト農学獣医学大学（英語版）教授（* 1949年）[396]
- 4月29日 - 河村和重、日本の能楽師、観世流シテ方（* 1952年?）[397]
- 4月29日 - 五十嵐元道、日本の国際政治学者、関西大学教授（* 1984年）[398][399]
- 4月30日 - イナ・カナバロ・ルーカス、ブラジルの修道女、スーパーセンテナリアン、世界最高齢者（* 1908年）[400]
- 4月30日 - 荒木淑郎、日本の神経内科医、熊本大学名誉教授（* 1926年?）[401]
- 4月30日 - 松原久幸、日本の教育者、元釧路まりも学園理事長（* 1931年?）[402]
- 4月30日 - 田村進、日本の彫刻家（* 1932年?）[403]
- 4月30日（訃報発表日） - ラフィズ・イスマユロフ（英語版、アゼルバイジャン語版）、ソビエト連邦、アゼルバイジャンのプロダクションデザイナー（* 1939年）[404]
- 4月30日 - ユーレス・ヴェイデンボス、スリナムの政治家、元大統領・副大統領（英語版）・首相（英語版）・副首相・計画開発協力相（* 1941年）[405]
- 4月30日 - スーザン・ホームズ（英語版）、アメリカ合衆国の政治家、元ジョージア州議会下院議員、元モンティチェロ（英語版）市長（* 1942年）[406]
- 4月30日 - 田中英道、日本の美術史家、東北大学名誉教授（* 1942年）[407]
- 4月30日 - ジョー・ルイス・ウォーカー、アメリカ合衆国のブルース・ギタリスト、歌手、ソングライター（* 1949年）[408]
- 4月30日 - 潟山英清、日本の実業家、元京葉ガス社長（* 1953年）[409]
- 4月30日 - 古居宣寿、日本のジャーナリスト、中日スポーツ編集委員（* 1966年?）[410]
- 4月30日 - パク・ヒゴン（朝鮮語版）、大韓民国の映画監督（* 1969年）[411]
- 4月30日 - 堀内ふき、日本の老年看護学者、元佐久大学学長（* 生年不明）[412]